# X съезд РКП(б)
X съезд Российской коммунистической партии (большевиков) проходил с 8 по 16 марта 1921 года в Москве. На съезде присутствовало 717 делегатов с решающим голосом и 418 с совещательным голосом, представлявших 732 521 члена партии. Съезд ознаменовал переход к новой экономической политике вместо военного коммунизма и принял резолюцию «О единстве партии», которая фактически запретила фракционную деятельность, оставаясь в силе до 1990 года .

## Обстановка в стране во время съезда
X съезд правящей коммунистической партии фактически стал последним съездом Гражданской войны. По состоянию на март 1921 года большевики уже подавили основные крупные очаги вооружённого сопротивления: фактически закончилась советско-польская война (см. Рижский договор), на Дальнем Востоке сформирована «буферная» Дальневосточная республика, ещё в ноябре 1920 года белые войска оставили Крым (см. Крымская эвакуация). В связи с тем, что фронты прекратили своё существование, началась широкая демобилизация Красной армии.
Однако в то же время общее хозяйственное и политическое положение в стране к весне 1921 года стало крайне тяжёлым. Россию захлестнул целый ряд восстаний недовольных продразвёрсткой крестьян, чему способствовала массовая демобилизация. На съезде Ленин был вынужден признать, что питательной почвой для «бандитизма» стала именно демобилизация, давшая «повстанческий элемент в невероятном количестве». На март 1921 года образуется целый пояс восстаний, некоторые из которых по своему размаху даже превзошли крестьянскую войну Емельяна Пугачёва (так называемый «зелёный потоп»).
Восставшие в ряде случаев формируют целые армии в десятки тысяч человек, действующие одновременно в нескольких губерниях. Действовавшая на Тамбовщине так называемая «Зелёная армия» Антонова (см. Тамбовское восстание) по своей численности составляла, по разным оценкам, от 20 до 50 тыс. чел., сведённых, по образцу РККА, в 8-21 полков с «политкомиссарами», под командованием «Главного оперативного штаба».
В июле 1920 года восстал командующий 9-й кавалерийской дивизией РККА Сапожков, образовавший так называемую «Красную армию Правды» (см. Восстание Сапожкова). В октябре 1920 года взбунтовался гарнизон РККА в Нижнем Новгороде, с сентября восстания казаков захлестнули Дон и Кубань. Начавшееся за месяц до X Съезда Западно-Сибирское восстание привело к тому, что в феврале 1921 года на три недели было отрезано железнодорожное сообщение Центральной России с Сибирью, что нанесло сильный удар по снабжению хлебом.
Ничуть не лучшей была и обстановка в городах. Общая численность заводских рабочих, которых большевики считали своей социальной базой, по состоянию на 1920 год составила 47 % от довоенной. Общая численность горожан при этом упала до 40,4 % от довоенной. По данным Струмилина С. Г., производительность труда упала до 26 % от довоенной, в том числе вследствие недоедания. Всеобщее распространение получили прогулы, доходившие до 10-15 %.
Выплавка чугуна составила всего лишь до 2,8 % от довоенной, стали — 4,6 %.
Особенно бедственным стало положение Петрограда, население которого за годы Гражданской войны сократилось с 2 млн. 347 тыс. чел. до всего 799 тыс., численность петроградских рабочих сократилась в 5 раз. Уровень жизни рабочих резко сократился; по подсчётам Струмилина С. Г., по состоянию на первый квартал 1921 года, реальная заработная плата рабочих составляла, в пересчёте на цены 1913 года, 21 коп. в мес., доля натуральных выдач в заработке рабочего дошла до 86 %.
Из-за перебоев с поставками закрывались уцелевшие к тому времени заводы. Так, 11 февраля Петросовет санкционировал закрытие с 1 марта, в связи с нехваткой топлива, 93 заводов.
Снабжать большие города хлебом, забираемым по продразвёрстке у озлобленных крестьян, становилось всё сложнее и сложнее. Тяжёлое положение усугублялось развалом железнодорожного транспорта; процент «больных» паровозов дошёл с 13 % в 1913 году до 61 %. В своём выступлении на съезде Троцкий Л. Д. был вынужден признать, что железные дороги уже в 1920 году приближались к порогу, после которого они становились способными лишь обслуживать собственные потребности. В качестве топлива для паровозов, в связи с резкой нехваткой угля, использовались дрова, крайне неохотно заготовляемые крестьянами по трудовой повинности.
По оценке Ричарда Пайпса, обстановка в Петрограде зимой 1920/1921 годов поразительно напоминала зиму 1916/1917: перебои с поставками хлеба и топлива, рабочие забастовки, и, наконец, бунты в войсках. С 20 февраля 1921 года в городе начинаются забастовки (в советской историографии — «волынки»), связанные с урезанием хлебных пайков на треть. 21 февраля остановился Трубочный завод, 23 февраля — завод «Арсенал».

В течение зимы 1920—1921 гг. положение с продовольствием и топливом в городах Европейской части России напоминало ситуацию накануне Февральской революции. Разруха на транспорте и нежелание крестьян расставаться со своей продукцией создали катастрофическое положение с поставками продовольствия; чувствительнее всего снова пострадал Петроград, наиболее удаленный от центров сельскохозяйственного производства. Заводы останавливались из-за нехватки топлива; многие покинули города; те, кто оставался, ездили в деревню выменивать мануфактуру, выданную им бесплатно правительством или вынесенную с предприятий, на провизию, но на обратном пути их ожидали «заградительные отряды», конфисковывавшие всю добычу.

Более мелкие «эксцессы» начались уже с января, 8 февраля на два дня останавливался Балтийский судостроительный завод. Первоначально требования рабочих носили преимущественно экономический характер: «усиление удовлетворение населения продовольствием», и особенно — снятие «заградотрядов», отбиравших на вокзалах продовольствие, привозимое частными лицами из деревень. В феврале в Петрограде начинают появляться нелегальные листовки меньшевиков, эсеров и анархистов.
Непосредственно перед началом Съезда вспыхнуло восстание в Кронштадте, наглядно продемонстрировавшее, что недовольство крестьян начинает перекидываться и в армию, крестьянскую по своему составу. Некоторые иностранные газеты существенно преувеличивали размах восстания: так, влиятельная газета «Таймс» (Лондон) в номере 42658 от 2 марта 1921 года сообщала также о «восстании в Москве», а французское издание «Matin» в ряде номеров в первых числах марта упоминала даже о восстаниях Псковского и Смоленского гарнизонов, и о том, что Петроград и Москва якобы уже в руках восставших, образовавших Временное правительство.
Ответные меры большевиков сочетали жёсткие репрессии с уступками. Так, 1 февраля Ленин принял решение о закупке за границей 300 тыс. т. угля. Уже с 24 февраля выдачи по пайкам в Петрограде были увеличены. 28 февраля Совет Труда и Обороны выделил 10 млн руб. золотом на закупку продовольствия и предметов первой необходимости для «нуждающихся рабочих». Также 28 февраля были демобилизованы все петроградские «трудармейцы», жившие на казарменном положении в наиболее тяжёлых условиях, и ставшие наиболее взрывоопасным материалом. Кроме того, глава Петрограда Зиновьев заявил, что снимет «заградительные отряды», конфисковывавшие продовольствие у въезжающих в город. Вместе с этими мерами большевики образовали с 25 февраля Комитет обороны Петрограда, широко практиковали массовые увольнения бастующих рабочих.
Наступивший к весне 1921 общий хозяйственный крах режима «военного коммунизма» усугублялся острым политическим кризисом, принявшим на тот момент форму крайнего раскола в правящей партии. К 1921 году в стране уже в общих чертах сложилась однопартийная система, и к коммунистической партии начали примыкать лица, которые в условиях многопартийности предпочли бы вступить в какую-либо другую партию. В условиях действующей в стране цензуры и государственного террора единственной возможностью как-то высказать своё мнение стала сама же РКП(б), на тот момент ещё допускавшая в своей среде свободные дискуссии. Как заметил на Съезде Троцкий Л. Д., «теперь всё недовольство идёт через нашу партию».
Результатом стал постепенно нараставший с 1920 года раскол партии на целый ряд «платформ», содержание и состав участников которых неоднократно менялись. Фактический глава государства Ленин В. И. объяснил эти процессы с точки зрения своей классовой теории, считавшей крестьянское большинство России, за исключением беднейшей его части, «мелкой буржуазией». С точки зрения Ленина, кадровый пролетариат к концу Гражданской войны резко уменьшился, и партию захлестнула «анархическая мелкобуржуазная стихия».
7 марта, непосредственно перед намеченным на 8 марта открытием Съезда, наркомвоенмор Троцкий Л. Д. и командующий 7-й армией Тухачевский М. Н. предприняли первую попытку штурма восставшего Кронштадта. Штурм, однако, оказался неудачным, до трёх тысяч красных курсантов погибли.

## Фракционная борьба
К моменту начала X съезда в составе РКП(б) сформировалось три основных оппозиционных группы («платформы», «течения», «уклона»): рабочая оппозиция во главе с Шляпниковым, Коллонтай и Медведевым, Группа демократического централизма (Бубнов, Сапронов и др.), платформа Троцкого.
По крайней мере две из этих трёх групп возникли в ходе «дискуссии о профсоюзах» 1920—1921 годов; «децисты» сформировались в 1919 году, за год до начала «профдискуссии».
Советская историография приписывает инициативу начала дискуссии Троцкому Л. Д., выступившему на V Всероссийской конференции профсоюзов (3-7 ноября 1920 года) с требованием их «перетряхивания», то есть распространения на всю промышленность военной дисциплины по образцу уже милитаризованного железнодорожного транспорта. При обсуждении этой инициативы в ЦК РКП(б) проект Троцкого был отвергнут с крайне незначительным перевесом, 8 голосами против 7.
В то же время как сам Троцкий, так и лидеры остальных двух оппозиций — децисты и «рабочая оппозиция» — в своих выступлениях на X съезде отвергли свою инициативу начала «профдискуссии», возложив всю ответственность исключительно на официальный ЦК.
Помимо трёх основных фракций, в ходе «профдискуссии» возникла также «буферная группа» (Бухарин, Серебряков, Радек, Крестинский, Каменев, Зиновьев, Томский, Дзержинский, Сергеев (Артём), Рыков), настаивавшая на примирении всех «платформ» и в то же время сама тяготевшая к платформе Троцкого. К концу декабря 1920 года Зиновьев, Каменев, Томский и Артём предпочли поддержать Ленина и официальную «линию ЦК», Зиновьев стал одним из основных ораторов официальной «платформы десяти», окончательно сформировавшейся только 14 января 1921 года.
В то же время остальной «буфер» постепенно перемещается к поддержке платформы Троцкого, к «буферу» присоединяются также Ларин (Лурье), Преображенский, Сокольников, Яковлева. К концу января 1921 года «буфер» окончательно объединяется с Троцким, приняв объединённые тезисы Троцкого-Бухарина.
Кроме того, свои собственные платформы выдвинули также Ногин В. П., Игнатов («игнатовцы»), руководитель Института Маркса и Энгельса Рязанов Д. Б. К концу января 1921 года Ногин отказывается от собственной платформы, присоединившись к официальной «платформе десяти». Тяготевшие к «рабочей оппозиции» игнатовцы окончательно присоединяются к ней непосредственно перед съездом, 29 февраля. В то же время Рязанов ни к какой платформе так и не присоединился.
Члены «рабочей оппозиции» в рамках «дискуссии о профсоюзах» именовались также «профессионалистами» (сторонниками увеличения власти профсоюзов). Вместе с тем, с поддержкой усиления роли профсоюзов выступали также принадлежавшие к «буферу» Ларин (Лурье) и Томский.
Общее количество официально зарегистрированных «платформ» во время «профдискуссии» доходило до восьми. В материалах X съезда упоминалось также и о некоторых других, более мелких, платформах. Их содержание осталось неизвестным, неизвестно и, присоединился ли к таким платформам кто-либо, кроме непосредственно их авторов. Кроме того, свои собственные тезисы по вопросу о партстроительстве предложила Орловская парторганизация; изучение этих тезисов показывает, что они в целом лежали в русле официальной «платформы десяти».
Крайняя сложность возникшей в ходе «профдискуссии» фракционной картины отмечалась многими делегатами X съезда, включая и лидеров. Ленин В. И. в одном из своих выступлений прямо признал, что он не прочитал целиком программные документы всех платформ, так как их было слишком много. Лидер «рабочей оппозиции» Шляпников А. Г. с января 1921 года заявлял, что не видит никакой разницы между платформами Ленина и Троцкого; по мнению Шляпникова, Троцкий, убедившись, что «профсоюзы оказались сильны», отказался от лозунга их «перетряхивания», после чего платформы его и Ленина перестали отличаться. Рязанов Д. Б. раскритиковал вообще все существовавшие платформы, как официальную, так и все оппозиционные, приписав при этом Зиновьеву собственную «платформу Зиновьева» (на деле Зиновьев на тот момент поддерживал официальную «платформу десяти»).
При этом показательно, что все три оппозиционные фракции X съезда с сожалением высказывались о расколе, и поддерживали, по крайней мере на словах, партийное единство. Заявление Ленина о том, что «оппозиции теперь крышка» было встречено аплодисментами.
Пестрота фракционных «платформ» привела и к тому, что на съезде велись ожесточённые дискуссии не только между оппозицией и официальной «линией ЦК», но и различных оппозиционных группировок друг с другом. Общая картина ещё сильнее осложнилась тем, что 279 делегатов съезда, включая и лидеров, были мобилизованы на подавление Кронштадтского восстания. Так, в Кронштадт был мобилизован один из лидеров «децистов» Бубнов. Наркомвоенмор Троцкий Л. Д. был направлен ЦК РКП(б) в Кронштадт ещё 5 марта, и в связи с этим отсутствовал примерно на половине заседаний съезда. Помимо Троцкого, в то же время отсутствовал вместе со всей петроградской делегацией председатель Петросовета и председатель ИККИ Зиновьев.
«Об единстве партии»
По мнению историка Шейлы Фицпатрик, фракционная борьба не входила в планы Ленина и он не собирался этого допустить. Для этого на Х съезде Ленин «без зазрения совести», как пишет Фицпатрик, организовал свою собственную фракцию, включавшую, в том числе Сталина и кандидата в члены политбюро Молотова, чтобы протолкнуть резолюцию «Об единстве партии», которая запрещала деятельность фракций. Это дало группе Ленина удобное оружие против оппонентов, которых теперь можно было обвинять в нарушении запрета.

## Порядок дня
- Политический отчёт ЦК (докладчик В. И. Ленин);
- Организационный отчёт ЦК (докладчик Н. Н. Крестинский);
- Отчёт Контрольной комиссии (докладчик А. А. Сольц);
- О Главполитпросвете и агитационно-пропагандистской работе партии (докладчик Е. А. Преображенский);
- Очередные задачи партии в национальном вопросе (докладчик И. В. Сталин, содокладчик Г. И. Сафаров);
- Вопросы партийного строительства (докладчик Н. И. Бухарин; содоклады: Е. Н. Игнатов, В. Н. Максимовский, И. Т. Смилга);
- Профессиональные союзы и их роль в хозяйственной жизни страны (докладчик Г. Е. Зиновьев; содоклады: Л. Д. Троцкий, А. Г. Шляпников);
- О замене развёрстки натуральным налогом (докладчик Ленин, содоклад — А. Д. Цюрупа);
- Об [капиталистическом] окружении [советской республики] (докладчик Л. Б. Каменев);
- Отчёт представителя РКП(б) в Коминтерне (докладчик Зиновьев);
- О единстве партии и анархо-синдикалистском уклоне (докладчик Ленин);
- Выборы руководящих органов.

Кроме объявленного порядка дня, съезд заслушал доклад М. С. Ольминского о работе Истпарта — Комиссии по истории РКП(б) и Октябрьской революции. На закрытых заседаниях 12-14 марта был обсуждён военный вопрос (о реорганизации Красной Армии). Руководство работой съезда Ленин оставил за собой.

## Состав съезда
По докладу мандатной комиссии делегатов с решающими голосами прошло через комиссию 694, с совещательным — 296. В списке делегатов, составленном по анкетам Статистическим отделом ЦК, значится 690 делегатов с решающим голосом (Каменев, Ленин, Сталин и др. делегаты[уточнить] в этом списке отсутствует) и 248 с совещательным. В списках делегатов с решающим голосом и совещательным голосом, сохранившихся в архиве X съезда, значатся соответственно 724 и 449 человек, причём некоторые фамилии присутствуют в обоих списках. Согласно списку делегатов, составленному на основе ведомости получения делегатских билетов, подлинник которой хранится в архиве ИМЛ, всего 1134 делегата: 716 с решающим, 418 с совещательным голосом.
Анкеты делегатов отражают гендерный, национальный, образовательный, социальный, возрастной и т. д. состав съезда.
Заполнивших анкеты делегатов с решающим голосом: 690, из них мужчин 671, женщин 19.
Заполнивших анкеты делегатов с совещательным голосом: 248, из них мужчин 234, женщин 14.
По возрасту:
Делегаты с решающим голосом: 0,3 % до 20 лет, 18,9 % от 20 до 24 лет, 33,4 % от 25 до 29 лет, 24,8 % от 30 до 34 лет, 14 % от 35 до 39 лет, 5 % от 40 до 44 лет, 1,6 % от 45 до 49 лет, 1,15 % более 50 лет.
Делегаты с совещательным голосом: 5,2 % до 20 лет, 22,1 % от 20 до 24 лет, 25,6 % от 25 до 29 лет, 20,2 % от 30 до 34 лет, 14,5 % от 35 до 39 лет, 5,6 % от 40 до 44 лет, 4,8 % от 45 до 49 лет, 2 % более 50 лет.
Национальный состав:
Делегаты с решающим голосом: русских 71,6 %, евреев 13,6 %, туркестанских татар 2,2 %, русских татар 0,4 %, армян 1,2 %, грузин 0,6 %, латышей 5,1 %, киргизов 1,3 %, прочих наций 4 %
Делегаты с совещательным голосом: русских 58,1 %, евреев 21 %, туркестанских татар 1,6 %, русских татар 1,2 %, армян 1,6 %, грузин 1,2 %, латышей 2 %, прочих наций 13,3 %.
Образовательный состав:
Делегаты с решающим голосом: законченное высшее 7,7 %, незаконченное высшее 8,5 %, законченное среднее 23,4 %, незаконченное среднее 2,3 %, низшее 48,4 %, внешкольное и домашнее 7,4 %, без указания 2,3 %.
Делегаты с совещательным голосом: законченное высшее 14,1 %, незаконченное высшее 8,8 %, законченное среднее 29 %, незаконченное среднее 4,1 %, низшее 38,4 %, внешкольное и домашнее 5,6 %.
Социальное происхождение:
Делегаты с решающим голосом: рабочие 37,2 %, ремесленники 4,4 %, крестьяне-землепашцы (так в тексте) 3 %, представителей интеллигентного труда (кроме литераторов) 16,5 %, литераторов, журналистов, газетных работников, публицистов 3,3 %, специалистов по технике и сельскому хозяйству 3,2 %, профессиональных революционеров 2 %, конторско-канцелярских служащих 16 %, учащихся 9,1 %, прочих 3 %, без указания 2,3 %.
Делегаты с совещательным голосом: рабочие 29,4 %, ремесленники 5,2 %, крестьяне-землепашцы (так в тексте) 2,8 %, представителей интеллигентного труда (кроме литераторов) 18,7 %, литераторов, журналистов, газетных работников, публицистов 6,8 %, специалистов по технике и сельскому хозяйству 2,4 %, профессиональных революционеров 0,4 %, конторско-канцелярских служащих 19,8 %, учащихся 11,3 %, прочих 2 %, без указания 1,2 %.
Партстаж:
Делегаты с решающим голосом: вступили в партию до 1905 года 8,8 %, 1905—1907 9,2 %, 1908—1916 17,4 %, в 1917 году 25,5 %, в 1918 году 20,5 %, в 1919 году 14 %, в 1920 году 3,3 %, в 1921 году никого, без указания 1,3 %.
Делегаты с совещательным голосом:вступили в партию до 1905 года 11,3 %, 1905—1907 6 %, 1908—1916 15,7 %, в 1917 году 20,6 %, в 1918 году 18,9 %, в 1919 году 18,7 %, в 1920 году 6 %, в 1921 году никого, без указания 2,8 %.
За время нахождения у власти партия пережила большой численный рост. Тогда как на VI съезде РСДРП(б), последнем перед приходом к власти, было представлено 240 тыс. членов партии, на X съезде было представлено уже 732,5 тыс. чел; согласно данным анкет, до половины делегатов съезда вступили в партию уже после её прихода к власти. Соответственно увеличилось также число делегатов съезда, с 267 до более чем тысячи, и ЦК, с 21 члена и 9 кандидатов, до 25 членов и 15 кандидатов.
Около четверти делегатов X съезда ранее состояли в других партиях, главным образом в различных меньшевистских (13,5 % делегатов с решающим голосом и 12,5 % с совещательным) и эсеровских (7 % среди делегатов с решающим голосом и 5,% с совещательным) фракциях. Также анкетирование зафиксировало наличие среди делегатов незначительного количества бывших анархистов и бундовцев.
Характерными чертами партии в 1921 году всё ещё оставались её крайняя молодость (до половины делегатов имели возраст менее 30 лет, до 70 % менее 35 лет), и низкий образовательный уровень (до половины с низшим образованием).
В национальном составе партии можно выделить относительно большое представительство евреев (до 20 % при общей доле в населении до 5 %) при огромном большинстве русских, до 70 %. Практически не были представлены среди делегатов народы Средней Азии (Туркестана).
В социальном происхождении делегатов можно выделить относительно большое представительство радикальной интеллигенции и служащих, собственно рабочие составляли среди делегатов лишь треть. Практически никак на съезде не было представлено крестьянское большинство России.
Также на съезде почти не были представлены женщины, составлявшие лишь несколько процентов от общего числа делегатов.

## Утреннее заседание 8 марта
Председательствующий Каменев Л. Б.
По уже сложившейся традиции, Съезд открыл под продолжительные аплодисменты фактический глава государства Ленин В. И. В своей вступительной речи Ленин отметил, что впервые за три с половиной года на территории Советской республики нет иностранных войск, и речь уже идёт о переходе от войны к миру. Также председатель Совнаркома обратил внимание делегатов на организационное упрочение Коминтерна. Вместе с тем Ленин с нескрываемым раздражением обрушился на раскол партии на целый ряд «платформ, оттенков, оттеночков, почти-что оттеночков», назвав дискуссии и споры внутри партии «роскошью», и призвал собравшихся к единству:

Товарищи, мы пережили год исключительный, мы позволили себе роскошь дискуссий и споров внутри нашей партии. Для партии, которая окружена врагами, могущественнейшими и сильнейшими врагами, объединяющими весь капиталистический мир, для партии, которая несёт на себе неслыханное бремя, эта роскошь была поистине удивительна!
В то же время раскол партии проявился немедленно после вступительной речи Ленина, когда Съезд приступил к формированию своего президиума, по согласованию с «рабочей оппозицией» включивший её представителей. Представитель «децистов» Дробнис Я. Н. потребовал включить в президиум представителя своей платформы, назвав её «крупнейшим и влиятельнейшим течением».
Кроме того, представитель Самарской парторганизации Милонов Ю. К. заявил отвод кандидатуре Фрунзе М. В. в связи с тем, что, по его словам, комиссия ВЦИК вскрыла в Самарском военном округе ряд злоупотреблений и «ненормальностей». В ответ на выступление Милонова Карл Радек ехидно заметил, что Фрунзе стоял во главе другой «комиссии», которая была послана партией «ликвидировать Врангеля», и «насчёт работ этой комиссии мы имеем ряд фактов».
Определив состав президиума, мандатной комиссии и примерную повестку дня, Съезд заслушал приветственные обращения от коммунистов Польши (представитель Валецкий), Германии (представитель Гейер, переводчик Карл Радек), Грузии (представитель Миха Цхакая), Армении (представитель Бекзадян А. А.), Азербайджана (представитель Ахундов), Англии (представитель Том Квелч, переводчик Коллонтай А. М.). Заслушав эти обращения, председательствующий Каменев Л. Б. предложил собравшимся почтить память «погибших героев» вставанием.

## Вечернее заседание 8 марта
Председательствующий Каменев Л. Б.
По предложению председательствующего Съезд предложил своему президиуму разработать обращение к женским коммунистическим организациям в честь Международного женского дня, и дал слово Ленину, выступившему с Политическим отчётом ЦК.
В своём докладе Ленин констатировал наступивший переход от войны к миру, вместе с тем обратив внимание делегатов Съезда на исключительные трудности начавшейся демобилизации Красной Армии, усугублённые развалом транспорта, отметил продовольственный и топливный кризисы.

…демобилизация порождает продолжение войны, только в новой форме. Когда десятки и сотни тысяч демобилизованных не могут приложить своего труда, возвращаются обнищавшие и разоренные, привыкшие заниматься войной и чуть ли не смотрящие на неё, как на единственное ремесло, — мы оказываемся втянутыми в новую форму войны, новый вид её, которые можно объединить словом: бандитизм.

Далее в своём докладе Ленин обрушился на дискуссию о профсоюзах, прямо назвав её «непомерной» и «непозволительной» «роскошью», отвлёкшей партию от хозяйственного кризиса и трудностей демобилизации, «допустив такую дискуссию, мы, несомненно, сделали ошибку». Ленин обвинил «рабочую оппозицию» в синдикалистском, и «до известной степени», «полуанархическом уклоне», и признался, что «в этой дискуссии мы получили ряд платформ. Их было так много, что я, например, хотя по должности и обязан был их читать, боюсь, что погрешил и не все их прочел. (смех)».
Высказав своё мнение о «дискуссии о профсоюзах», Ленин ещё раз обратил внимание делегатов Съезда на упрочение Коминтерна, особенно в Германии, Франции и Италии, также высказался в пользу иностранных концессий с целью привлечения необходимых стране машин и оборудования, хотя сами концессии и вызывали сопротивление части коммунистов, заявлявших что «прогнали, мол, своих капиталистов, а теперь хотят призвать капиталистов иностранных».
Далее председатель Совнаркома подробно остановился на вопросе о Кронштадтском восстании, которое он назвал «работой» «эсеров и заграничных белогвардейцев»:

Что оно означает? Переход политической власти от большевиков к какому-то неопределенному конгломерату или союзу разношёрстных элементов, как будто бы даже немножко только правее большевиков, а, может быть, даже и «левее» большевиков, — настолько неопределенна та сумма политических группировок, которая в Кронштадте попыталась взять власть в свои руки…Это уже нечто новое. Это обстоятельство, поставленное в связи со всеми кризисами, надо очень внимательно политически учесть и очень обстоятельно разобрать. Тут проявилась стихия мелкобуржуазная, демократическая, с лозунгами свободной торговли и всегда направленная против диктатуры большевиков. И это настроение сказалось на пролетариате очень широко… 
…на самом деле беспартийные элементы служили здесь только подножкой, ступенькой, мостиком, по которому явились белогвардейцы. Это неизбежно политически. Мы видели мелкобуржуазные анархические элементы в русской революции…Мы знаем из опыта не только Октябрьского переворота, мы знаем это из опыта окраин, различных частей, входивших в состав прежней Российской империи, в которых на смену Советской власти приходили представители другой власти. Вспомним демократический комитет в Самаре! Все они приходили с лозунгами равенства, свободы, учредилки, и они не один раз, а много раз оказывались простой ступенькой, мостиком для перехода к белогвардейской власти. 

Высказав своё мнение о восстании, Ленин подробно остановился на его причинах, упомянув огромное преобладание в стране крестьянского большинства, и, в связи с переходом от войны к миру, высказался в пользу замены продразвёрстки продналогом.
После Ленина с Организационным отчётом ЦК выступил Крестинский Н. Н. В своём отчёте он подробно описал количество проведённых за отчётный период пленумов ЦК, заседаний Политбюро и Оргбюро, количество рассмотренных ими вопросов (69-80 % рассмотренных вопросов посвящены распределению партийных работников).
Крестинский кратко отчитался о проведённых Учраспредом после IX съезда (1920) шести партийных и профсоюзных мобилизациях на польский и врангелевский фронты. Также Крестинский отметил о начале с 1920 года мобилизаций «на партийную, советскую и хозяйственную работу»: также шесть мобилизаций на транспорт, «продовольственную работу», на посевную кампанию, на политработу среди беспартийных женщин, привлечённых по трудповинности на рыбные промыслы Астрахани и Каспийского района, и, наконец, мобилизация бывших квалифицированных шахтёров Донбасса «на старое пепелище, в Донбасс, где они на своих знакомых шахтах смогут приложить свои познания, свой опыт и энергию». Также докладчик отметил проведение нескольких более мелких мобилизаций татар, галичан, армян, иностранных коммунистов.
По словам Крестинского, ЦК в отчётный период обратил своё внимание на ряд внутрипартийных конфликтов, в первую очередь конфликты уездных органов с губернскими в защиту своих интересов, и конфликты «рабочей части против интеллигентской части некоторых губкомов».
Докладчик также сообщил данные о социальном составе ответственных губернских работников: 39% рабочие, 34,5 % служащие, 13 % интеллигенты, 7 % крестьяне, у 8,2 % социальная принадлежность не определена.
Отдельно Крестинский описал проходившее в то время процессы завершения формирования однопартийной системы. За отчётный период в состав РКП(б) вошли несколько мелких партий и групп левой ориентации: украинские коммунисты-боротьбисты и левые эсеры-борьбисты (от названия газеты «Борьба»), одна из фракций эсеров-максималистов (группа Светлова-Бердникова, с апреля 1920), близкая к левым эсерам Партия революционного коммунизма (с сентября 1920). Крестинский также отметил, что с апреля 1920 года еврейская партия Бунд выразила желание войти в состав РКП(б) при сохранении своей автономии. Требование бундовцев на автономию и исключительное право представления интересов «еврейского пролетариата» в социалистическом движении было отвергнуто коммунистами, как проявление «национально-организационной отчуждённости».
Хотя совместная объединительная комиссия и потребовала от Бунда «ликвидации своей организации» (то есть отказа от автономии), на момент X съезда РКП(б) работа этой комиссии ещё продолжалась. На деле Бунд вошёл в состав РКП(б) не целиком; часть бундовцев отказалась выполнять требования коммунистов.
После Крестинского с отчётом Контрольной комиссии выступил Сольц А. А. Докладчик сообщил, что за отчётный период Контрольная комиссия рассмотрела всего 200 дел, 150 из которых носили уголовный характер, и были переданы в соответствующие органы. Из оставшихся 50 дел большинство было связано с злоупотреблениями властью на местах в результате «отрыва от широких партийных масс», и «использования ответственными работниками своего положения для собственных удобств» в виде неравенства, «излишеств и привилегий». Отдельно докладчик упомянул о нескольких особых делах: дело Махмут-бека, дело Козловского. После реплики с места «Довольно о Козловском!» Сольц перешёл к описанию работы Контрольной комиссии, высказался против внутрипартийной фракционной борьбы.
Заседание завершилось выступлением Попова Н. Н., от имени президиума сообщившего, что на доклады записалось 58 ораторов, также Съезд получил ряд приветственных писем и телеграмм, которые были зачитаны: приветствия партийной организации города Обдорска, Дятьковской волостной беспартийной конференции, собрания коммунистов Сысертского завода, телеграмма Киевской армейской конференции, Вологодского губернского съезда работников народной связи, полпредства РСФСР в Эстонии, Ирбитского уездного женского съезда крестьянок Екатеринбургской губернии и др. Комячейка 1-го поезда связи узко-полевого штаба Реввоенсовета Республики сообщила Съезду, что в честь его открытия проведён внеочередной субботник, на котором перенесено и уложено в склад 500 пудов телеграфного провода, Пятая конференция Высокогорского района союза чернорабочих Нижнего Тагила высказала надежду в ликвидации «фронта разрухи». Комячейка города Бобрики также высказала пожелания Съезду «изжить топливный и продовольственный кризис и одержать окончательную победу на хозяйственном фронте».

## Утреннее заседание 9 марта. Реакция на отчёты ЦК
Председательствующий Томский М. П.

### Прения по отчётам ЦК
Прения по Политическому отчёту Ленина открыл Скворцов-Степанов И. И., изложивший свои впечатления от поездки по юго-восточным губерниям России: крайнее разорение, «ни кола, ни двора — в самом жестоком смысле слова». Население сократилось до 2/3, мужское — до 90 %, «вместо селений — развалины и пепелища…демобилизованные, возвращаясь, видят, что не к чему приступить», а на местах прямо говорят, что «допустив профдискуссию, ЦК совершенно проморгал развитие бандитизма». Скворцов-Степанов определил начало массового «бандитизма» сентябрём 1920 года, и высказал уверенность, что с появлением «подножного корма» весной это явление только усилится:

…в течение 7 лет войны многие работники были оторваны от регулярных производственных связей, они стоят вне производства. Война превратилась для них в ремесло, в особый способ производства. Сложилась совершенно особая психология. Они … выбиты из колеи семилетней войной… вырастает новая стихия — деклассированных элементов… Эти элементы пойдут за всяким бандитом, который их организует и даст им ремесло: война превратилась для них в профессию.

С крайне резкой критикой Политического отчёта Ленина и Организационного отчёта Крестинского выступил лидер «рабочей оппозиции», председатель Всероссийского союза металлистов Шляпников А. Г. Он с сожалением отметил произошедшую после 1917 года утрату партией внутреннего единства, хотя сама партия за это время стала правящей, в её распоряжении появились технические средства и советский аппарат. Шляпников отмёл все обвинения в синдикализме и анархизме, заявив, что по такой логике «мелкобуржуазная стихия оказывается в красе и гордости революции, в Кронштадте. Влиянию же поддаётся не кто иной, как питерский пролетариат».
Шляпников отказался признать, вслед за Лениным, продовольственный кризис «ошибкой», и потребовал за эту «ошибку» «предать суду революционного трибунала» наркома продовольствия Цюрюпу А. Д. Также Шляпников отмёл и данные Крестинского по социальному составу губкомов. По мнению Шляпникова, среди рабочих-металлистов Петрограда доля коммунистов составила всего 2 %, по Москве — 4 %, что должно было указывать, по словам оппозиционеров, на отрыв партии от рабочих.
Следует отметить, что, по представлениям того времени, рабочие-металлисты были самыми высококвалифицированными. Большевики, традиционно считавшие рабочих своей основной социальной базой, ожидали от металлистов высокой «сознательности». Шляпников же показывал прямо противоположное; председателем профсоюза металлистов при этом являлся сам же Шляпников.
Также резко Шляпников высказался о сложившейся системе «назначенства»:

Такая постановка дела создает положение, при котором в верхушках партии и советского аппарата мы видим очень тоненький слой людей, изношенных и перегруженных работой, которые перемещаются с одного места на другое, отдельные лица из этого слоя пересаживаются с одного стула на другой. О вовлечении низов, об использовании опыта мест и новых сил очень много говорят, но мало в этом направлении делают. 

В заключение Шляпников пообещал Ленину, что, если он не прислушается к оппозиционерам, то «проиграет», и заодно раскритиковал и Аванесова В. А., который «хранит документики» об импорте из-за границы не только машин и оборудования, но и лаврового листа, перца, «брусничный чай, легковой автомобиль и тому подобное», но не собирается при этом «предать суду за такой поступок».
Децист Оболенский (Осинский) В. В., вслед за Лениным и Шляпниковым, также призвал к партийному единству, однако при этом раскритиковал Шляпникова за то, что он «со злорадной усмешкой» потребовал предать наркомпрода Цюрюпу суду. Также Оболенский выразил недовольство невключением в президиум, по соглашению ЦК с «рабочей оппозицией», дециста Сапронова Т. В.
Сосновский Л. С. выступил с критикой «рабочей оппозиции», фактически обвинив её в разжигании недовольства среди московских рабочих, указал, что на собрании электрической станции рабочие потребовали «коммунистическую партию очистить от интеллигенции». Вместе с тем оратор констатировал тяжёлое состояние рабочих («в смысле быта рабочих Москва в некоторых отраслях промышленности, напр., в текстильной, отброшена в некоторых отношениях назад по сравнению с самыми худшими временами. Даже те голые нары, на которых спали рабочие при царизме и которые были целыми при капитализме, теперь изломаны, и нет никого, кто бы позаботился починить их»), отметил «отрыв от рабочих масс» «любого завкома, любой ячейки», указал на массовое окрестьянивание партийных организаций, даже в Екатеринбурге, «центре промышленного Урала».
Следующий оратор, Милонов, наоборот, выразил поддержку «рабочей оппозиции» Шляпников-Коллонтай от имени Самарской парторганизации. Милонов констатировал «отвердевание верхушечного слоя [партии], который превращается в слой кастовый…наблюдается предпочтение авторитарных методов руководства центра методу самодеятельности масс». В своём выступлении оратор попытался сделать социальную характеристику основных «платформ»: «рабочая оппозиция» «старается оформить опыт тех партийных работников, которые вращаются в самой гуще рабочей массы (Смех)», «децисты» выражают мнение партийных и советских работников на местах, «течение Центрального комитета» во главе с Лениным выражает мнение Совнаркома: «в партии начинается такое расслоение, такая дифференциация, что эти точки зрения друг с другом не совсем могут примириться».

…раз крестьянство не с нами, раз рабочий класс подпадает под влияние разных мелкобуржуазных анархических элементов, раз он тоже имеет склонность отойти от нас, — на что же может опираться сейчас коммунистическая партия?…мы оказываемся над пропастью, между рабочим классом, который заражен мелкобуржуазными предрассудками, и крестьянством, которое по существу мелкобуржуазно; нельзя же опираться на одно советское и партийное чиновничество? На это опираться, конечно, нельзя. Тут необходимо констатировать отрыв определенных частей нашей партии от рабочего класса. Наша партия перестает быть рабочей партией. 

Рязанов Д. Б. раскритиковал «рабочую оппозицию», назвав её «самой нелепой, дикой, бесмыссленной формой оппозиции». Оратор иронизировал над присоединением к оппозиционерам имевшей далеко не рабочее происхождение Коллонтай, назвал её программную брошюру «Рабочая оппозиция» синдикалистской. Однако вместе с тем оратор обвинил в появлении «рабочей оппозиции» излишнюю бюрократизацию ЦК.
В своём выступлении Рязанов высмеял деятельность Оргбюро ЦК, время от времени устраивающее, по выражению оратора, «оргии по части рассматривания различных вопросов». Так, согласно Отчёту ЦК, 26 ноября Оргбюро «умудрилось» рассмотреть за одно заседание 104 вопроса, скорее всего, по части перемещений руководящих работников:

Если в течение двух часов можно перебросить, по крайней мере, 52 человека, то вполне понятно, что в результате этого перебрасывания не только местные организации поперхнутся этими назначенцами, но, в конце концов, этим поперхнется и ЦК, и в результате получается та болезнь, о которой вам расскажет т. Семашко [наркомздрав Семашко Н. А.]…Люди врываются в совершенно незнакомую им среду … и вызывают оппозицию. 

Вместе с тем Рязанов отметил и крайнюю перегруженность ЦК, «неудивительно, что после годичного пребывания в ЦК многие выходят оттуда с распухшими головами, а некоторые вообще без голов».
В заключение оратор выступил в защиту платформы Троцкого, отметив, что, несмотря на заявления в стиле «Кто хочет голосовать за диктатуру кнута, пусть голосует за Троцкого», линия Троцкого «есть линия прошлого съезда…это была линия старого Центрального комитета».
Перепечко И. Н. опроверг заявление предыдущего оратора о том, что на собрании рабочих электрической станции в Москве была принята резолюция с требованием чистки партии от интеллигенции. Перепечко зачитал эту резолюцию, отметив, что подобных требований в ней не содержится.
Далее оратор отметил бюрократизацию партии, «замену Советов…отдельными бюрократическими ведомствами». Затем Перепечко обрушился с критикой на представителя децистов Осинского (Оболенского), приписав ему заявление об интеллигенции, как об «авангарде» «голодного, усталого рабочего класса». В ответ на протест с места самого Осинского о том, что «это искажённая стенограмма» Перепечко посоветовал «предать суду» того, кто эту стенограмму представил.
В своём выступлении Перепечко назвал децистов «разлагающимся, наполовину разложившимся течением», которое выставляет «рабочую оппозицию» в качестве «пугала», и «других задач не видит, кроме того, чтобы иметь тт. Сапронова, Осинского в авангарде партии…эта группа идёт к тому же самому бюрократизму и централизму, от которого она сама открещивается довольно неосновательно», высказал пожелание Съезду «добить» это течение.
В заключение оратор высказал пожелание, чтобы рабочий класс не был «орудием» и «безвольным существом» «в руках бюрократизма ведомственных аппаратов», а действительно стал гегемоном, «о гегемонии которого так много говорит наша программа».
Следующий оратор, Минин, подверг критике Организационный отчёт ЦК (докладчик Крестинский): в докладе указана численность органов ЦК, но не указана численность партии в целом, упомянуто число отделов и подотделов ЦК, но не упомянуто количество уездных и губернских парторганизаций, в работе ЦК отсутствует какое-либо планирование и т. д.
Децист Рафаил обрушился с критикой на проведение ЦК политики «цектранизма» (платформа Троцкого), описав произошедшее, как «ураганный огонь, пролетевший по всей Украине…и везде, где только можно, всё испотрошил». Оратор также обвинил ЦК партии в том, что он навязал ЦК съезда горняков своих кандидатов, отказавшись утверждать предложенных самими горняками. По словам оратора, подобная политика повторялась и в отношении ряда других съездов, также расходясь из центра в периферию, «и областкомы и местные комитеты продолжали вести работу по той же линии». Рафаил также обрушился на сторонников линии ЦК, назвав Зиновьева «архибешеным демократом», а Сталина «военным стратегом и архидемократом».
Коснувшись пожелания сочувствовавшего «рабочей оппозиции» Перепечко «добить» децистов, Рафаил отметил, что

Мы будем всячески приветствовать, если условия в нашей партии будут таковы, что не будет места никакой оппозиции, что вся партия будет единым целым. Если почвы для оппозиции группы «Демократического централизма» не будет, это не будет для нас горечью, а радостью, и мы вместе со всеми будем работать над тем, чтобы уничтожить всякую почву для «Рабочей оппозиции»…

Один из лидеров «рабочей оппозиции» Коллонтай ответила на обвинения Рязанова, также отметила, что Ленин в своём докладе «обошёл» события в Кронштадте и Петрограде.
Ярославский отметил нежизненность «дискуссии о профсоюзах» в разгар антибольшевистских крестьянских восстаний. В ответ на критику «рабочей оппозиции» он указал, что многие её лидеры, действительно имея рабочее происхождение, на самом деле уже давно «оторвались от станка», став профессиональными революционерами, обвинил оппозиционеров в махаевщине.
После выступления Ярославского Съезд по предложению председательствующего прекратил прения по докладам ЦК и Контрольной комиссии, и приступил к заключительному слову.

### Заключительное слово
Так как в прениях никак не затрагивался отчёт Контрольной комиссии (докладчик Сольц), заключительное слово по этому отчёту также не оглашалось. Сольц выразил готовность ответить на поданные ему записки, но слово ему предоставлено не было.
Крестинский в своём заключительном слове отметил, что он, вопреки распространённому мнению, является не Генеральным секретарём ЦК, а лишь одним из трёх равноправных секретарей. Крестинский опроверг обвинения «рабочей оппозиции» в «интеллигентско-буржуазном засилье», заявив, что по губернским руководящим органам «интеллигентского элемента» не более 18-19 %. Докладчик ответил на критику выступавших в прениях ораторов Минина, Рязанова и Перепечко, привёл конкретные примеры «назначенства», убедив делегатов Съезда, что они являлись оправданными (назначение Антонова-Овсеенко уполномоченным «по борьбе с бандитизмом» в Тамбовскую губернию, назначения в Баку).
Также Крестинский, отвечая на эмоциональное выступление Рязанова, отметил, что одним из «назначенцев» являлся и сам Рязанов, переброшенный в Ивано-Вознесенскую губернию в 1919 году. Признав существование в Оргбюро ЦК так называемых «оргий» (рассмотрения во время одного заседания необычно большого числа вопросов), секретарь ЦК вместе с тем заявил, что подобные «оргии» могут продолжаться по 7-8 часов, затягиваясь до 1-2 часов ночи, но этого требует жизнь.
Под продолжительные аплодисменты на трибуне появился Ленин, ответивший на обширную критику в прениях своего Политического отчёта. Ленин крайне резко обрушился на «рабочую оппозицию», назвав выступления её ораторов в прениях «бессодержательными».
Ленин повторил свои обвинения оппозиционеров в синдикализме, указав, что, по его мнению, «рабочая оппозиция» выражает мнение «анархической» «мелкобуржуазной контрреволюции», которая «страшнее, чем Колчак и Деникин вместе взятые». Глава большевистской партии указал, что программные требования оппозиционеров перекликаются с резолюциями левых эсеров и кронштадтских повстанцев, обвинил оппозицию в нежелании идти на уступки, в голой критике без конструктивных предложений. Само название «рабочая оппозиция» Ленин назвал «неприличным», неоднократно пригрозил оппозиционерам исключением из партии.

Не надо теперь оппозиции, товарищи! И я думаю, что партийному съезду придётся этот вывод сделать, придётся сделать тот вывод, что для оппозиции теперь конец, крышка, теперь довольно нам оппозиций! (Аплодисменты.) 

Из программных тезисов «Рабочей оппозиции», описанных в соответствующей брошюре Коллонтай, Ленин особо выделил «центральный» тезис о Всероссийском союзе производителей; дальше этого тезиса он, по собственному признанию, даже и не стал читать. Оппозиционеры предлагали передать высшие функции управления народным хозяйством свободному рабочему съезду («съезду производителей»), сохранив при этом всю структуру совнархозов и главков.
В своём выступлении Ленин отметил, что подобное требование означает отказ от диктатуры партии, и выразил сомнение, что «деклассированный» к концу Гражданской войны пролетариат сможет самостоятельно управлять экономикой. Ещё большее сомнение он выразил в предполагаемых лидерах Всероссийского съезда производителей, в Шляпникове и Коллонтай, ранее никаких конкретных хозяйственных предложений не вносивших.

Когда мне приходилось на II съезде горнорабочих спорить с т. Троцким и Киселевым, две точки зрения выступали явно. «Рабочая оппозиция» говорила: «Ленин и Троцкий соединятся». Троцкий выступил и говорил: «Кто не понимает, что нужно соединиться, тот идет против партии; конечно, мы соединимся, потому что мы — люди партии». Я поддержал его. Конечно, мы с т. Троцким расходились; и когда в ЦК образуются более или менее равные группы, партия рассудит так, что мы объединимся согласно воле и указаниям партии. Вот с какими заявлениями мы с т. Троцким шли на съезд горнорабочих и пришли сюда, а «Рабочая оппозиция» говорит: «Мы не будем делать уступок, но мы останемся в партии». Нет, этот номер не пройдет! (Аплодисменты.) 

В заключение Ленин обрушился на Шляпникова за то, что он «с тоном злорадства» потребовал «предать суду» наркома продовольствия Цюрюпу. Ленин отметил, что суду тогда надо предавать либо Цюрюпу и весь ЦК, либо самого Шляпникова, обвинил Шляпникова в демагогии и предложил ему самому отправиться в губернии бороться с тем, что «у нас гниёт картошка», «посмотрим, меньше ли будет картошки сгноено, чем в тех губерниях, которыми руководил Цюрюпа (продолжительные аплодисменты)».
После перерыва Осинский снова заявил протест процитированной Перепечко стенограмме об интеллигенции как «авангарде» «голодного, усталого рабочего класса». Шляпников ещё раз заявил, что стенограмма подлинная, повторил свою критику наркомпрода Цюрюпы, заявив, что он сам ничуть не боится, что его «предадут суду»: «если вам угодно предать меня суду, то предавайте, — я здесь стою». Со своими замечаниями выступили также Рязанов и председательствующий Томский.

## Вечернее заседание 9 марта
Председательствующий Ярославский Е. М.
Председательствующий предложил собравшимся прений по отчёту Контрольной комиссии не открывать, против чего возразил Скрыпник Н. А., предложивший начать «хотя бы краткие прения». Неизвестный делегат предложил с места присоединить прения по докладу Сольца к «вопросу о партийном строительстве». Большинство делегатов поддержало это предложение, постановив прения не открывать.
Делегат Преображенский Н. Ф. с места предложил Съезду всё же открыть прения, но большинство его не поддержало.
После перерыва председательствующий Ярославский «ввиду того, что докладчика т. Сталина нет», предоставил слово организатору и руководителю Истпарта Ольминскому М. С. по вопросу об истории партии. Докладчик рассказал делегатам о работе своего ведомства, отметил, что уже в 1912 году молодые рабочие не знали, что произошло 9 января 1905 года, так что организованное изучение истории революции и партии, по мнению Ольминского, необходимо.
Председательствующий Каменев Л. Б.
Далее слово взял новый председательствующий Каменев, отметивший организационные «накладки» и изменения в повестке дня. По его словам, предполагалось рассмотрения вопроса о профсоюзах, но председатель Петросовета Зиновьев и наркомвоенмор Троцкий ещё не прибыли из Петрограда, где занимались борьбой с Кронштадтским восстанием. Взамен их предполагалось дать слово Сталину И. В. с докладом по национальному вопросу, но Сталин находился на переговорах с турецкой делегацией, и выступить перед Съездом также не смог. Делегаты с места запросили у президиума новостей из Кронштадта, но председательствующий предложил дождаться Зиновьева и Троцкого.

### Принятие резолюции по Отчётам ЦК
После этого объявления Съезд приступил к обсуждению резолюции по Отчётам ЦК за истёкший период. Делегатам было предложено три проекта резолюции. От имени «линии ЦК» выступил Ярославский, огласивший проект резолюции, в целом признававшей правильность политики ЦК, и отмечавший «недостаток единства». Согласно этому проекту, Съезд предлагал в целях «усиления связи с широкими пролетарскими массами» ввести в состав ЦК «организаторов, выдвинувшихся в массовой партийной работе».
От имени группы демократического централизма свой проект резолюции огласил Бубнов А. С. В проекте содержалась резкая критика бюрократизации «аппарата пролетарской диктатуры и в особенности его верхушки», констатировался распад и «фракционная склока» в ЦК, повторялось требование поддержания «демократического централизма и пролетарской демократии».
Проект «рабочей оппозиции» огласил Медведев С. П. В этом проекте содержалась критика ЦК, допустившего приток в партию «чуждых ей элементов», отмечалось отсутствие «рабочей демократии» и «самодеятельности масс», бюрократизация ЦК и даже отсутствие «работоспособного и живого» аппарата самого ЦК, констатировались уступки «мелкой буржуазии и буржуазно-чиновничьим кастам».
По результатам голосования первый проект получил 514 голосов, проект децистов — 47, проект «Рабочей оппозиции» — 45. Принят вариант, оглашённый Ярославским. Свои поправки предложили делегаты Полуян, Хатаевич, Березин П. И., Фёдоров П. Я. Поправки Полуяна, Берёзина и Фёдорова отклонены большинством делегатов, Хатаевич снял свою поправку сам. Резолюция Ярославского окончательно принята, против проголосовали 59 делегатов, 31 воздержались.

### Доклад «О Главполитпросвете и агитационно-пропагандистской работе партии»
После принятия резолюции председательствующий дал слово Преображенскому Е. А. с докладом ЦК «о Главполитпросвете и агитационно-пропагандистской работе партии». Докладчик кратко описал историю развития пропагандистской машины большевизма, обрисовал проблемы разграничения полномочий предполагаемого высшего пропагандистского органа — Главполитпросвета — с целым рядом других агитационно-пропагандистских органов: студенческие комячейки, советско-партийные школы, профсоюзы, союзы молодёжи, агитационно-пропагандистские отделы губернских парткомов (см. Агитпроп) и особенно ПУР.
Делегаты сочли доклад столь интересным, что предоставили Преображенскому дополнительно 15 минут. Свои комментарии высказал нарком просвещения Луначарский А. В., поднявший вопрос о разграничении полномочий между Главполитпросветом и Наркомпросом.

Мы всё ещё являемся какими-то оккупаторами [так в тексте] в стране, как армия, которая держится в стране и держит всех силой своей сплочённости, идеализма и энергии и которая не обрела ещё спайки с широкими массами. Эту спайку можно обрести при условии, что нас может выручить какой-то невероятный хозяйственный подъём, который даст нам возможность всех одеть и накормить. 

Свои комментарии высказал руководитель Института Маркса и Энгельса Рязанов, отметивший снижение качества пропагандистских материалов («Правда» становится такой же скучной, как «Известия ВЦИК»), и обративший внимание Съезда на необходимость привлечения «молодых живых сил».
Ярославский отметил нежелание армейских политработников ПУРа передавать свои функции Главполитпросвету, и также аналогичное нежелание целого ряда других ведомств, вплоть до Главсоли и Наркомпрода, которые создают «чуть ли не свой театральный отдел». Отдельно оратор остановился на низкой лояльности большевизму Союза работников просвещения и социалистической культуры, указал на низкое качество производственной пропаганды по линии профсоюзов.
Крупская Н. К. обрисовала историю появления идеи Главполитпросвета, выразила убеждение необходимости подчинения ему пропагандистских функций профсоюзов и союзов молодёжи. Вместе с тем Крупская отметила, что из-за сопротивления армии вопрос о ПУРе «до сих пор не разрешён окончательно…и это очень тормозит работу».
После выступления Крупской председательствующий Каменев обратил внимание Съезда, что заседание по регламенту заканчивается, и сделал объявление о новостях из Кронштадта. Каменев ещё раз отметил, что на заседании всё ещё нет наркомвоенмора Троцкого, председателя Петросовета Зиновьева и всей петроградской делегации, занятых борьбой с выступлением в Кронштадте. По сведениям Каменева, Троцкий «выехал из Петербурга, мы надеемся, что от него мы получим более точные сведения, чем те, что можно сообщить по телефону».

Военное положение создалось более затяжное, чем мы ожидали, так что нужно ожидать, что военная ликвидация мятежа будет на несколько дней отложена…относительно того, чтобы кронштадтские события получили какой-нибудь отзвук в Петербурге, среди рабочих или красноармейцев, для таких опасений нет места…перехвачено радио, с которым они [кронштадтцы] обратились к американскому президенту, на днях вступившему в исполнение своих обязанностей…Относительно связи с Финляндией точных данных нет. Попытки финляндских белогвардейцев связаться с Кронштадтом установлены. 

В заключение председательствующий зачитал приветственную телеграмму Компартии Грузии, и закрыл заседание.

## Утреннее заседание 10 марта
Председательствующий Каменев Л. Б.
В продолжение прений по докладу «О Главполитпросвете и агитационно-пропагандистской работе партии» председательствующий дал слово делегату Иванову Иосифу. Оратор констатировал разногласия между Главполитпросветом и Наркомпросом в разграничении полномочий, высказался в пользу развития губернских политпросветов при подчинении их местным партийным организациям.
Следующий оратор, Красиков, обратил внимание на так называемый «религиозный фронт», охарактеризовав антирелигиозную пропаганду, как слабую.

Вы сами знаете, что на широчайших митингах, после великолепной вашей речи после того как вы великолепно разбили всех противников, вам из какого-нибудь угла кричат: «А такой-то комиссар ободрал такого-то крестьянина»; «такой-то продовольственный отряд на глазах у крестьян сожрал таких-то кур, зарезал барана»; «[такой-то] напился пьяным, бушевал и наделал много других вещей». «Вот ваши коммунисты!»

Делегат Гусев высказал возражения против передачи функций ПУРа Главполитпросвету, в связи с неопределённостью военной обстановки: развитие «бандитизма» в связи с демобилизацией, возможность новой войны («мы не гарантированы от того, что на нас будут наступать с Запада»), ещё не принято решение о переводе армии на милиционную систему («при современных условиях милиционную систему у нас провести почти невозможно»).

### Доклад по национальному вопросу
Председательствующий Ворошилов К. Е.
Новый председательствующий предложил Съезду прекратить прения по докладу о Главполитпросвете. Делегат Гончарова высказалась за продолжение прений, неизвестный делегат с места — за прекращение. Председательствующий поставил вопрос на голосование; большинство высказалось за прекращение прений, однако Ворошилов, в связи с тем, что большинство было незначительным, предложил всё же дать слово докладчикам Соловьёву и Шапиро.
После нескольких возражений с мест Ворошилов всё же согласно мнению большинства делегатов закрыл прения, дав слово Преображенскому. Согласно мнению Съезда и самого докладчика, председательствующий постановил сформировать комиссию для выработки резолюции по Главполитпросвету, и дал слово докладчикам по национальному вопросу (докладчик Сталин, содокладчик Сафаров).
Сталин И. В. в своём докладе обрисовал этапы развития наций и национального гнёта, отдельно остановившись на колониальном гнёте. Он особо выделил Турцию, как «наиболее развитую в государственном отношении среди мусульманских народов страну», отметил равенство всех национальностей РСФСР, однако вместе с тем заявил, что страна получила в наследство разный уровень развития разных национальностей, «одна национальность, именно великоросская, оказалась более развитой в политическом и промышленном отношении, чем другие национальности. Отсюда фактическое неравенство, которое не может быть изжито за год, но которое должно быть изжито путём оказания хозяйственной, политической и культурной помощи отсталым национальностям».
По мнению докладчика, в РСФСР сохранился «национальный вопрос», принявший форму отсталости и недостаточного развития государственности нерусских народов, особенно киргизов, чеченцев, осетин, «земли которых служили объектом для колонизации со стороны казачьих и кулацких элементов России». Вместе с тем Сталин признал наличие у некоторых русских коммунистов «русского великодержавного шовинизма», заявил о необходимости «спасти от вымирания киргиз, башкир и некоторые горские племена, обеспечив им необходимые земли за счёт кулаков-колонизаторов».
Отдельно Сталин отметил необходимость особого подхода к 30 млн населению тюркских национальностей, в качестве ошибки центральных властей приведя пример требования Наркомпрода о сдаче по продразвёрстке свинины в мусульманской Киргизии, где население никогда не разводило свиней.
После выступления Сталина председательствующий Ворошилов сделал перерыв на 10 минут, сделав затем объявление и дав слово содокладчику Сталина, Сафарову Г. И. В своём объявлении председательствующий сообщил делегатам примерную повестку дня, однако при этом подчеркнул, что на Съезде всё ещё отсутствуют Троцкий, Зиновьев и вся петроградская делегация, так что повестка дня может ещё изменяться. Кроме того, Ворошилов сообщил делегатам, что им вечером будут предоставлены билеты в Большой театр, « „Борис Годунов“, но без Шаляпина».
Содокладчик Сталина Сафаров от имени Туркестанской делегации заявил, что тезисы Сталина приняты за основу, но с поправками. Сафаров признал, что с началом революции и Гражданской войны в некоторых регионах бывшей Российской империи, «которую Энгельс называл огромным количеством чужой, награбленной собственности», возникли конфликты между коренными нерусскими народами и городскими коммунистами русской национальности, фактически продолжившими колонизаторскую политику. Содокладчик назвал в качестве примеров конфликты между русскими и киргизами в Семиречье, между русскими и башкирами на Урале, «в Киргизстане вырастает Алаш-Орда, … к англобелогвардейскому правительству Закаспия примыкают туркмены».

На окраинах…среди киргизов и узбеков нет фабрично-заводского пролетариата…естественно, что органы пролетарской диктатуры должны быть только в руках русских…на неразвитых в промышленном отношении окраинах русских пролетариев раз-два — и обчёлся…власть надо составлять исключительно из русских, за пролетариями потянулись кулаки и прочее.

Содокладчик крайне негативно оценил уровень лояльности властей Туркестана большевизму («власть составлялась из гнуснейших примазавшихся элементов»), в качестве примера указав на бывшего товарища (заместителя) председателя Туркестанского ЦИК бывшего эсера и даже бывшего члена черносотенного союза Михаила Архангела Успенского. Другим примером стало объявление в городе Пишпеке о том, что «богослужение исполняется коммунистическим батюшкой…все члены коммунистической партии приглашаются на богослужение».
Сафаров оценил результаты русской колонизации в Семиречье, как катастрофические для киргизского народа: «с 1916 года … 35 % киргизского деревенского населения вымерло», произошла «утрата 70 % скота этими же киргизами». В качестве мер по развитию национальных окраин Сафаров предложил передачу земли коренным нерусским народам «за счёт колонизаторского кулачества», не останавливаясь даже перед выселением «целых кулацких посёлков», помощь кочевым народам в переходе в оседлое состояние, перенос текстильных и кожевенных фабрик ближе к источникам сырья (Туркестан, Башкирия, Киргизстан, Кавказ).
Председательствующий сообщил, что президиум по просьбе делегатов подготовит ответ на приветственную телеграмму грузинских коммунистов, и дал слово украинскому большевику Затонскому В. П.
Оратор признал, что доклад по национальному вопросу не вызвал особого интереса у делегатов, занятых куда более насущными проблемами (топливный кризис, продовольственный кризис, переход от продразвёрстки к продналогу). Вместе с тем Затонский высказал критику тезисов Сталина («эти тезисы как будто писались вне времени и пространства»), отметил, что революция неожиданно для самих большевиков вызвала подъём национального движения, как на Украине или Туркестане, так и в самой России:

Россия стала первой на путь революции…Россия из … фактической колонии Западной Европы, превратилась в центр мирового движения, этот факт наполнил гордостью сердца…и создался своего рода русский красный патриотизм…есть тенденция к «единой, неделимой»…необходимо самым решительным образом бороться с тенденциями русапетства…
…необходимо вытравить из голов товарищей представление о советской федерации, как федерации непременно «российской», ибо дело не в том, что она российская, а в том, что она советская. Если, напр., будет Румыния советская, если будет советская Германия и другой ряд федераций, будут ли они тоже называться российскими?

Следующий оратор, Микоян А. И., заметил, что тезисы Сталина «развивают отвлечённые принципы права наций на самоопределение и отделение, они являются в данном случае неоспоримыми», однако ничего не говорят о практических шагах, «какой тип советской системы должен быть установлен на окраинах».
Отдельно Микоян отметил высокий уровень промышленного развития Азербайджана, который «стоит впереди многих русских губерний».
Делегат Бурнашев призвал к «ликвидации…колонизаторских остатков» с целью привлечения к большевизму мусульманских народов.
После выступления Бурнашева председательствующий после обсуждения прекратил прения. С заключительным словом выступил Сталин; его содокладчику Сафарову слово предоставлено не было, так как его содоклад в прениях никак затронут не был.
Сталин отверг обвинения Затонского в том, что его тезисы «носят абстрактный характер», и отдельно отметил крайнее разнообразие национальных окраин: «в России считается 22 окраины» и 65 миллионов человек нерусского населения, «характерная черта … в том, что они в смысле развития своей государственности отстали от Центральной России». Отдельно Сталин отметил, что Затонский предлагал изменить название предполагаемой советской федерации (будущего СССР) с «российской» на «восточно-европейскую».
Кроме того, Сталин выделил из этих 65 миллионов нерусского населения 30 миллионов населения тюркских национальностей, «не прошедших [промышленного] капитализма», и 8-10 миллионов человек, всё ещё живущих родоплеменным строем («киргизы, северная часть Туркестана, башкиры, чеченцы, осетины, ингуши»). По отношению к последней упомянутой группе народов «прежде всего необходимо, чтобы обеспечили им необходимую землю».
Отдельно Сталин ответил на выступление Микояна, заявив по поводу высказанного им мнения о высоком уровне промышленного развития Азербайджана, что «тов. Микоян … смешивает Баку с Азербайджаном. Баку вырос не из недр Азербайджана, а надстроен сверху усилиями Нобеля, Ротшильда, Вишау и др. Что касается самого Азербайджана, то он является страной самых отсталых партиархально-феодальных отношений».

Здесь я имею записку о том, что мы, коммунисты, будто бы насаждаем белорусскую национальность искусственно. Это неверно, потому что существует белорусская национальность, у которой имеется свой язык, отличный от русского, ввиду чего поднять культуру белорусского народа можно лишь на родном его языке. Такие же речи раздавались лет пять тому назад об Украине, об украинской национальности. А недавно ещё говорилось, что украинская республика и украинская национальность — выдумка немцев…
Ясно, что если в городах Украины до сих пор ещё преобладают русские элементы, то с течением времени эти города будут неизбежно украинизированы. Лет 40 тому назад Рига представляла собой немецкий город, но так как города растут за счёт деревень, а деревня является хранительницей национальности, то теперь Рига — чисто латышский город. Лет 50 тому назад все города Венгрии имели немецкий характер, теперь они мадьяризированы. То же самое будет с Белоруссией, в городах которой всё ещё преобладают не-белоруссы.

После выступления Сталина Ворошилов закрыл заседание, сформировав две комиссии для выработки резолюций по главполитпросвету и национальному вопросу, «предоставив право заинтересованным делегатам войти в состав комиссии» в качестве дополнения к основному списку.

## Утреннее заседание 11 марта. Доклад о партстроительстве
Председательствующий Ярославский Е. М.
Председательствующий сделал объявление, что Троцкий «не находит возможным выступить сегодня с докладом», так как «должен сейчас уделять время военным делам». В этой связи слово предоставлено Бухарину с докладом о партстроительстве.
Бухарин начал свой доклад с утверждения, что «азбучная марксистская истина — что нет…всеобщей универсальной формы [организации партии], а всякие формы и методы определяются … историческим моментом», назвал «основным достоинством … партийной организации» «необычайную гибкость и эластичность … партийных форм». Докладчик сосредоточился на критике «Рабочей оппозиции», отстаивавшей в партстроительстве «рабочую демократию», и критиковавшую «военно-милитаристский курс, который был в прошлом».
Отдельно Бухарин возразил против требования «Рабочей оппозиции» и «децистов» перенести методы «рабочей демократии» с внутрипартийной жизни на советские органы, сравнив его с эсеровской идеей «трудовластия», опасной в условиях ослабевания рабочего класса, наступившего к концу Гражданской войны. По мнению докладчика, требование введения демократии в Советах «не учитывает соотношения классовых сил», и при введении «трудовластия» «пролетарская диктатура не могла бы держаться ни единой секунды…если бы мы в области чисто-политической сдвинулись хотя бы немного, то тем самым в эту небольшую щёлку хлынула бы …мелкобуржуазная стихия, быстро разбила бы все препоны и положила бы пролетарскую диктатуру на лопатки».
Бухарин изложил «основную премудрость… демократизма» формулой: «чем более пролетарское содержание имеется в этой организации, тем большую степень демократизма… мы можем себе позволить», и «чем больше функций воспитательных и функций лабораторно-мыслительных… тем больший демократизм необходим… чем больше административных функций, тем меньше демократизма… в армии… формы демократизма должны быть наиболее сжаты».
Также докладчик попытался охарактеризовать «социальный базис» оппозиционных группировок, назвав «рабочую оппозицию», несмотря на её название и рабочее происхождение большинства её лидеров, «крестьянской», выражающей «эсеровскую» позицию как крестьянства, так и «окрестьянившегося» пролетариата.
Прошедший этап в истории партии Бухарин охарактеризовал, как систему «милитарного централизма», методом работы которого стала «система боевых приказов»; с окончанием Гражданской войны сложившаяся милитаризованная система «ударничества», «боевых приказов» и «военной корки» пришла к кризису.
Перейдя к практическим вопросам партстроительства, Бухарин раскритиковал как требование члена «рабочей оппозиции» Игнатова ввести в партийных учреждениях представительство в две трети рабочих, так и требование децистов ввести представительство по фракциям («течениям»). Вместо этого Бухарин выдвинул предложение «во все партийные организации сажать по возможности рабочих» (не закрепив квоты в две трети), ввести «годичный стаж при выборе на ответственную партийную должность», периодически «пускать ответственных работников…на низовую работу».
Доклад Бухарина вызвал у делегатов Съезда бурную реакцию: в содокладчики к нему записались представитель «рабочей оппозиции», представитель «группы демократического централизма», и также Смилга, как представитель «группы товарищей, стоящих на точке зрения необходимости анализа „рабочей оппозиции“ и „демократического централизма“». Несмотря на возражения Шляпникова, председательствующий также дал слово и Смилге.
Содокладчик по партстроительству, представитель «рабочей оппозиции» Игнатов Ефим Никитьевич, констатировал наличие внутрипартийного кризиса, который он объяснил объективными причинами, Гражданская война, «натиск белогвардейских элементов» извне, и одновременно «распад народного хозяйства», наличие в стране огромного крестьянского большинства, «нашей партии приходится править в стране экономически отсталой».
По мнению Игнатова, в условиях войны партия была вынуждена «впитывать в себя атмосферу военизации, военных методов», что привело к отрыву «верхов от низов».

…у нас в партии…стал вырабатываться особый тип советского бюрократа, который не усвоил себе ранее коммунистической психологии, и которого обстановка гражданской войны не могла достаточно воспитать…в обстановке гражданской войны, когда…наиболее ценный пролетарский элемент погибает на фронтах, разношёрстный элемент не мог быть переработан, в силу чего внутри партии появились разнородные группы, которые были как бы чужды друг другу…
Теперь, когда мы должны были бы насчитывать в своих рядах колоссальное количество рабочих, мы наблюдаем обратное явление. Некоторые рабочие заявляют: «Я бы пошёл в коммунистическую партию, но там больно много такой публики, с которой я говорить не умею, которой я не понимаю». 

Оратор от «рабочей оппозиции» потребовал чистки партии от «классово-невыдержанных элементов» нерабочего и некрестьянского происхождения, особенно бывших эсеров; «одни вошли в партию для того, чтобы ловить рыбку в мутной водице, другие — потому, что некуда было деваться». Помимо чистки, докладчик потребовал от всех членов партии регулярной работы на заводах и фабриках, отмены назначенства и введения годичного стажа для ответственной работы (для нерабочих и некрестьян — двухлетнего), выразил недовольство «галунами и нашивками» в армии, неравенством «между коммунистом штаба и коммунистом окопа».
Содокладчиком от оппозиционной «группы демократического централизма» выступил вместо мобилизованного в Кронштадт Бубнова Максимовский. В своём выступлении он констатировал, что в связи с окончанием Гражданской войны («центр тяжести нашей работы переходит в область хозяйственного строительства») требуется восстановление в полной мере внутрипартийной демократии, возразил против переноса «в область гражданской работы, в область тыловой работы» военных методов. Вместе с тем оратор отдельно подчеркнул, что речь не может идти об установлении демократии в армии, а демократия вне партии, в Советах, может устанавливаться только ограниченная, «в пределах общего соотношения классов».
Также Максимовский отметил уже ставшие очевидными минусы произошедшей замены «демократического централизма» на, по его выражению, «бюрократический централизм»: появились конфликты между отдельными ведомствами, по вопросу о продовольственном кризисе «…когда пригласили сюда…представителей Главтопа и Наркомпрода, они начали с того, что вцепились друг другу в волосы». Другим проявлением централизации и «назначенства», по мнению докладчика, стали «разрывы» и взаимное недоверие между партийными организациями разных уровней: «между районщиками и губкомщиками, между губкомщиками и ЦК».

Для бюрократической же системы нужен не сознательный коммунист, а нужен послушный исполнительный чиновник, который служит приказы сверху…
…если вы создаёте настоящую квалифицированную бюрократию, она будет обязательно привилегированной, и всё это отражается на состоянии партии и её членов…

Последний содокладчик, Смилга, раскритиковал выступление Бухарина, назвав его «либерально-розоватой политикой», которая «ещё не испытала на себе грома кронштадтских орудий», обвинил Бухарина в уступках «анархо-синдикалистской» платформе «Рабочей оппозиции». Смилга повторил неоднократно цитировавшиеся на X съезде слова Троцкого о том, что из числа кронштадтских коммунистов «30 % против нас, 40 % нейтральны, и только остальные за нас».
Оратор констатировал прилив в партию множества бывших меньшевиков и эсеров, которые «не растворились в пространстве синего эфира», заявил, что, хотя к ним нельзя подходить с позиций «политического подозрения», но всё же эти лица нуждаются в «коммунистическом перевоспитании».
В своём выступлении Смилга отметил, что после прихода к власти в партии произошёл процесс «дифференциации», «вместо партийного пропагандиста, который в то же время являлся у нас универсальным дилетантом во всех областях — но всё же универсальным» появился целый ряд работников «военные, продовольственные, по просвещению, по транспорту — словом какие угодно». Вместе с тем Смилга негативно высказался о предложениях ввести равенство для ответственных работников и рядовых членов партии (по его выражению, «равенство в нищете»), высказался против выборности в армии («…если армия превращается в политический клуб…мы вступили в период советской керенщины. Я разлагал царскую армию, знаю, как это надо делать»).
В заключение Смилга призвал Съезд исключать из партии членов «рабочей оппозиции», «если ЦК будет признано, что оппозиция продолжает вести внутри партии свою разлагающую антимарксистскую и антикоммунистическую работу».

## Вечернее заседание 11 марта. Прения по докладу о партстроительстве
Председательствующий Томский М. П.
Оратор от официальной «линии ЦК» Ярославский продолжил прения по докладу Бухарина о партстроительстве, уже фактически начавшиеся на предыдущем заседании в форме содокладов. В своём выступлении Ярославский назвал содоклад Смилги «не самостоятельным», и повторяющим тезисы Бухарина.
Основными причинами появления «Рабочей оппозиции» Ярославский назвал «усталость рабочих и крестьянских масс» затянувшимся болезненным «переходным периодом», «усталые части рабочего класса и крестьянства, которые пока ещё не ощущают благ этой революции, а несут лишь тяготы, выступают…с…протестами».
Вместе с тем Ярославский сравнил «рабочую оппозицию» и «децистов» с махаевщиной и меньшевизмом соответственно, повторил обвинение «рабочей оппозиции» в «анархо-синдикализме».

…Дитман утверждал, что у нас нет диктатуры пролетариата, а «господство над пролетариатом»…"рабочая оппозиция"…говорит, что у нас не рабочая, не коммунистическая партия…предлагают высаживать из автомобилей всех ответственных работников и передать эти автомобили рабочим и т. д…. Нам предлагается не только очистить партию от прямых выходцев из буржуазной среды, чем-либо запятнавших себя, а вообще выступают против выходцев из буржуазии. Из этих предложений товарищи на местах могут сделать вывод: «Бей интеллигенцию!».

В порядке полемики с предложениями «рабочей оппозиции» создать в руководящих партийных органах рабочее большинство Ярославский довёл это предложение до абсурда, отметив существование в России ряда районов с крестьянским большинством; по Ярославскому, получалось, что компартию в Якутии следовало вообще распустить из-за отсутствия в Якутии рабочих.
Делегат Завьялова отметила, что, по её мнению, с окончанием Гражданской войны в стране начинается новая война, «внутренняя», назвала «рабочую оппозицию» проявлением «мелкобуржуазной крестьянской стихии», которая стремится к власти, «но не связывает обладания этой властью с целым рядом чрезвычайно тяжёлых обязанностей». Раскритиковав таким образом «рабочую оппозицию», Завьялова также подвергла критике и предложение оппозиционной «группы демократического централизма» ввести в руководящих партийных органах «федерацию» (представительство по фракциям), назвав подобную «федерацию» — «пёстрым конгломератом…в котором чисто коммунистические элементы перемешались с мелкобуржуазными и мирно сожительствуют. Против этого мы должны решительно восстать».
Один из лидеров «рабочей оппозиции» Медведев С. П. в резкой форме отмёл обвинения в синдикализме по профсоюзному вопросу и махаевщине по вопросу партстроительства, обвинил Завьялову в том, что она сама является выходцем из «непролетарской губернии» — «из Ставропольской, кажется». Медведев снова повторил обвинения в том, что в партии «много наносных элементов», составляющих, по мнению оратора, «до 48 % при 42 % рабочих».
Также Медведев заявил, что, по его сведениям, в руководящих органах Екатеринбургской губернии, с её многочисленными заводами, долгое время было ни одного рабочего, и они были введены только под давлением оппозиции.
По этому поводу в президиум съезда поступил протест от представителей екатеринбургской делегации Пыхтина и Кондракова; в своём заявлении они обвинили Медведева в «самой беспардонной лжи», указав, что в местном губкоме из 19 человек «интеллигентов, вернее полуинтеллигентов», было 6 человек, остальные — рабочие. Другой протест в таком же духе получен от делегата Тунтула.
В заключение Медведев отметил, что часть тезисов Бухарина «списана» с тезисов оппозиции, в частности, требование годичного стажа перед занятием ответственных должностей, потребовал от каждого члена партии ежегодно в течение не менее трёх месяцев отбывать «трудовую повинность на заводе, фабрике, руднике, на железной дороге, чтобы он, пришедши оттуда, знал, как живут теперь рабочие, как эти рабочие, жившее во времена царизма в ужасных условиях, спавшие на нарах, теперь не имеют даже этих нар».
Следующий оратор, представитель децистов Рафаил, отметил недостатки распространившихся в партии «назначенства» и бюрократизации («карьеризм, и подхалимство…является результатом жесточайшего централизма»), раскритиковал тезис Бухарина о том, что сворачивание внутрипартийной демократии имело место только в связи с Гражданской войной. В своём выступлении докладчик указал, что во время IX съезда 1920 года уже обсуждался вопрос о переходе «на мирное строительство», хотя Врангель тогда ещё удерживал Крым. Более того, сентябрьская партконференция 1920 года также прошла под лозунгом «рабочей демократии», хотя тогда Красная Армия потерпела серьёзное поражение под Варшавой, «несмотря на это, был взят курс не на демократию, а, наоборот, на милитаризацию, которая привела к ещё большей бюрократизации наших органов».
Отдельно Рафаил в своём выступлении обрушился на «рабочую оппозицию»:

Рабочая оппозиция занимается ингеллигентоедством в том смысле, что все зло она видит в наших руководящих органах и в том, что везде и всюду сидят интеллигенты. И т. Ярославский был совершенно прав, говоря, что так же, как отсталые рабочие и крестьянские массы в своё время думали, будто все зависит от того, что всюду и везде сидит много «жидов», точно так же и это антиинтеллигентство является основной неправильностью позиции, которую занимает «Рабочая оппозиция». 

В заключение оратор раскритиковал также содоклад Смилги по парстроительству, назвав его «представителем…бюрократизма», раскритиковал выступление Ярославского, отвергнув прозвучавшие обвинения децистов в меньшевизме.
Нестандартным стало выступление члена исполкома КИМ и одного из основателей комсомола Шацкина Л. А. Вкратце высказавшись в пользу партийного единства, Шацкин быстро перевёл речь на обсуждение проблем комсомола. На реплику неизвестного делегата с места, возразившего, что «это не по существу», Рязанов Д. Б. ответил, также с места: «Слушайте, товарищи, внимательно: устами младенцев глаголет истина (шум, смех)» (в 1921 году Шацкину было 19 лет).
В числе своих предложений Шацкин назвал установку предельного возраста для членов РКСМ в 20 лет (против предложенных Рязановым 18 лет) с обязательством членам партии возрастом до 20 лет состоять в комсомоле. В числе других поправок оратор упомянул предложение членам партийных организаций участвовать в работе комсомола, проведение «осторожного» обмена кадрами между партией и комсомолом, привлечение комсомольцев к «практическому участию в советской, хозяйственной и др. работе. Этому часто препятствуют те самые советские бюрократы, о которых говорилось на настоящем партийном съезде».
После выступления Шацкина Рязанов предложил сократить время ораторов до 10 минут, назвав это предложение «бескорыстным», так как и он сам был записан оратором. Предложение было принято.
Делегат Яковлева В. Н., на тот момент поддерживавшая платформу Троцкого, отметила, что, судя по событиям в Кронштадте, Петрограде и Москве, «влияние партии на беспартийные массы в значительной мере ослабло», потребовала усиления коммунистических ячеек, чтобы они «самым внимательным образом наблюдали за жизнью на заводе». Вместе с тем Яковлева заявила о вреде внутрипартийных дискуссий, прямо дающих аргументацию недовольным «беспартийным массам», раскритиковала «рабочую оппозицию» за попытки перенести в партию «разделение на классы», «раз мы приняли человека в партию, — какого бы он класса ни был, — он такой же член партии, как и все остальные».
В заключение Яковлева обрушилась на децистов, заявив, что «эта группа … право на своё существование объясняет только тем, что она родилась, видите ли, два года том назад». Далее Яковлева назвала «группу демократического централизма» — «бабушкой, которая помирает, и говорить о ней значит гальванизировать труп».
Оратор от «рабочей оппозиции» Киселёв отверг обвинения Яковлевой в «недопустимом и незаконном» переносе «разделения на классы» внутрь партии, указав на постановления VIII Съезда РКП(б) и II Конгресса Коминтерна, потребовавших ограничения принятия «непролетарского элемента».
Далее оратор раскритиковал заявление Бухарина в том, что «через пролетариат хлещет мелкобуржуазная стихия»:

Там — стихия, внутри партии — стихия, в «рабочей оппозиции» — мелкобуржуазная стихия…нет у нас лиц с пролетарским духом. Уж не являются ли ими те советские барышни, которые состоят в партии?…никакого элемента, на который могла бы опереться наша партия, нет.

Делегат Данишевский К. Х. обратил внимание Съезда на численное превосходство крестьян и крестьянский состав Красной армии, на недовольство крестьян официально декларированной «диктатурой пролетариата», обвинил «рабочую оппозицию» в связях с отстаивавшими интересы крестьян эсерами. Отдельно оратор указал, что в ряде случаев внутрипартийные дискуссии приводят к тому, что «отдельные воинские части вместе с комячейками переходят к бандитам, и эти комячейки продолжают там существовать», напомнил о восстании Сапожкова, «когда критика … советской системы перешла в критику с оружием в руках».
Делегат Варейкис И. М. заявил от имени децистов, что Яковлева «слишком рано говорила о похоронах» децистов, а Бухарин в своём докладе о партстроительстве «очень мудрствует — недаром он пишет очень мудрые книги». Варейкис раскритиковал тезис Бухарина о том, что в разных учреждениях, в зависимости от степени их «орабочивания», степень «демократизма» должна быть разной, потребовал устанавливать «рабочую демократию» во всех органах в равной степени — ВЦИК, губисполкомы, укомы (оратор упомянул не партийные органы, а советские).
Карл Радек сослался на прозвучавший на Съезде тезис Ленина, что «положение у нас в настоящий момент опаснее, чем во время Деникина, Колчака, Юденича», потребовал в связи с этим осуществить «введение боевого порядка не только в партийную массу, но и в широкие рабочие массы, от нас отшатнувшиеся», назвал основным вопросом «усиление деятельности партии», а не «сохранение демократизма», из которого «не надо делать никакого фетиша на ближайший период».
Вместе с тем Радек признал, что партия «отдалилась до известной степени от массы», и «положение пролетариата неслыханно тяжёлое».
Развив эту тему, следующий оратор, поддерживавший официальную «платформу десяти» Лозовский С. А., привёл конкретные данные: фабрично-заводской пролетариат к концу Гражданской войны уменьшился больше, чем на 50 %, население Петрограда сократилось с 2,5 млн чел. до, по сведениям Лозовского, 730 тыс., население других крупных промышленных центров — Москвы, Иваново-Вознесенска и Орехово-Зуево уменьшилось более чем вдвое.
Лозовский обобщил 50 наказов, полученных им с рабочих конференций отдельных предприятий и профессиональных союзов. Из этих наказов оратор в первую очередь выделил всеобщую тягу петроградских и московских рабочих уйти из города в деревню (орфография сохранена):

Во время войны мы имели в предприятиях десятки тысяч приписанных там тыловых элементов, которые отсиживались на фабриках и не хотели итти на фронт. Лучшие элементы мы посылали. Сейчас, когда фронты ликвидировались, мы имеем громадную обратную тягу, требование отпуска с фабрик. Вы найдете в Петербурге, и в Москве и в любом центре десятки тысяч рабочих, которые сейчас тянутся из городов и хотят уйти в деревню. 

Продолжив обобщение рабочих наказов, Лозовский во вторую очередь выделил требование введения всеобщего равенства, тогда как за время Гражданской войны фактически возникло неравенство в виде разных категорий пайков. Помимо привилегий для «верхов», по данным оратора, среди самих рабочих было введено не менее тринадцати различных «ударнических» категорий пайков.
Далее оратор констатировал отрыв заводских комячеек от самих рабочих, обвинил их в «недостаточно чутком отношении» к рабочим, и злоупотреблении тем, что «на рабочую массу можно напирать, нажимать».

## Утреннее и вечернее заседания 12 марта, утреннее заседание 13 марта
Следующие три заседания были закрытыми, и протоколов по ним не велось. На заседаниях выступил с докладом по военному вопросу наркомвоенмор Троцкий Л. Д.
По итогам этих заседаний Съезд принял предложенную Подвойским резолюцию по вопросу о реорганизации вооружённых сил республики. Несмотря на то, что к 1921 году РККА успешно уничтожила основные крупные очаги вооружённого сопротивления большевизму, Съезд признал временность прекращения войны.
Вместе с тем Съезд отметил, что, в силу самой крайней усталости общества от войны дальнейшее содержание разросшейся военной машины является невозможным. Делегаты одобрили проект перехода армии к милиционной системе параллельно с «усилением комсостава».
Делегаты Гусев С. И. и Фрунзе М. В. предложили съезду свой проект реорганизации Красной армии.
В проекте признавалось, что «наспех сформированная» Красная армия победила также «наспех сформированные» белые армии только за счёт численного превосходства и «большей внутренней спайкой».
Боеспособность белых армий была оценена скептически, как «внутренне не спаянных», составленных из «шатких» крестьян, которые, по мнению авторов проекта, ненавидели своих офицеров, были плохо обучены и вооружёны. Вместе с тем слабым местом Красной армии, по сравнению с белыми, были признаны низкая квалификация командного состава, его малый боевой опыт и слабые военные знания.
Констатировалась как неизбежность новой войны, уже с «какой-либо империалистской державой», так и крайняя слабость существующей РККА в подобной войне («…в том виде, как Красная армия сложилась теперь, она окажется совершенно неспособной против могучих империалистских армий»). В связи с этим в проекте признавалось необходимым создать мощную сеть военных школ, и усилить «вооружение … наиболее могучими орудиями борьбы (танки, броневики, бронепоезда, аэропланы, дальнобойные орудия и пр.)…приступить к производству…включив программу этого производства в …план, как ударную».
Анализируя опыт Гражданской войны, проект реорганизации Красной армии призвал также использовать опыт не только красноармейских частей, среди которых самыми лучшими оказались части красных курсантов, но также лучших офицерских частей белогвардейцев, опыт «ездящей пехоты» Махно (тачанки Махно, быстрая переброска пехоты на грузовиках), опыт врангелевской «бронированной кавалерии» (придание кавалерии конных пулемётов, «бомбомётных аэропланов» и т. д.) Кроме того, проектом также предписывалось срочное издание всех иностранных «марксистских трудов» по военным вопросам.
Отдельным пунктом (пункт 13) была признана опасность появления из среды Красной армии «бонапартизма».
Проект Гусева-Фрунзе был крайне резко раскритикован Троцким, и по соглашению Троцкого с Лениным, остался в материалах съезда. Под давлением Троцкого этот проект даже не был представлен Съезду в качестве проекта резолюции.
Помимо предложений Подвойского, Гусева и Фрунзе, «военные работники» Витолин П. Я., Шульгин И. И., Люсин и Мах И. И. выступили со своими предложениями по структуре парторганизаций в армии.

## Вечернее заседание 13 марта. Прения по докладу о партстроительстве. Заключительные слова
Председательствующий Каменев Л. Б.
Первым попросил слова обрусевший немец Курц на том основании, что, по его словам, «от национальных меньшинств совершенно не было ораторов». Председательствующий записал Курца в список ораторов, но слова ему так и не дал. Также попросил слова и был занесён в список представитель Орловской парторганизации, имевший свои собственные тезисы по партстроительству.
Прения на заседании 13 марта продолжил руководитель Института Маркса и Энгельса Рязанов Д. Б., крайне резко отозвавшийся о докладе Бухарина по партстроительству, как о докладе излишне «теоретическом», сыром и непродуманном: «тов. Бухарин, как и подобает всякому теоретику, попробовал теоретически же подойти к вопросу…ниже всякой критики». Во время своего выступления Рязанов два раза «переругивался» с председательствующим Каменевым, также успев раскритиковать как «рабочую оппозицию», так и брошюру «тоскующего по военным приказам» Смилги «На повороте»; самого Смилгу Рязанов сравнил с «унтером Пришибеевым».
Делегат от «рабочей оппозиции» Рыбак отверг обвинения в махаевщине, повторил популярный среди его фракции тезис о «засорённости партии мелкобуржуазными элементами», потребовал установления более тесных связей заводских комячеек с самими рабочими.
Коллонтай отметила, что съезд проходит в атмосфере «сгущенного электричества», и заявила, что «момент опасности» не может явиться оправданием для сворачивания демократии. Заявив по адресу Ленина «Юпитер, ты сердишься — значит, ты неправ», Коллонтай также отвергла реплику с места, что «рабочая оппозиция» связана с Кронштадтским выступлением. По словам Коллонтай, представители оппозиции первыми поехали на борьбу с повстанцами. Съезд встретил это заявление смехом.
Делегат Машатов констатировал, что «вместо существенных доводов … ведётся злорадная полемика. Отдельными группами даются друг другу полемические подзатыльники…Съезд…призовёт товарищей к порядку (Аплодисменты)…раньше я сочувствовал „рабочей оппозиции“, но сейчас она сама окончательно меня разубедила (Аплодисменты) Я, товарищи, попросил бы не аплодировать совсем и не отнимать у меня этим несколько минут».
По вопросу о комячейках, оратор поддержал ограничение их полномочий. Кроме того, как «военный работник», Машатов процитировал слова Троцкого, что «не надо забывать … винтовок и надо чистить их так, чтобы они блестели», выдвинул предложение каждому коммунисту проводить три месяца в году в армии.
Миха Цхакая резко раскритиковал и «рабочую оппозицию», и «группу демократического централизма», доведя их названия до абсурда, и предложив создать заодно новое течение — «течение экспроприации экспроприаторов». Заодно Цхакая напомнил «рабочей оппозиции», что происхождение самого Карла Маркса было далеко не пролетарским:

Маркс тем и велик, как революционер, что, будучи выходцем из буржуазного мира, которого буржуазия носила бы на руках и держала бы в тепле и холе, перешёл на позицию противоположного класса — класса угнетённых, и. гонимый по всей Европе, из государства в государство, из города в город, из улицы Лондона в другую, из одной квартиры в другую, пожертвовал свой гений и свою жизнь строительству партии пролетариата, I Интернационала, прямыми продолжателями и наследниками которого являемся единственно мы…
В заключение оратор обрушился на Коллонтай, высказав пожелание, чтобы она перестала «разъединять» партию и снова стала «прежней, дисциплинированной и классово-спаянной».
Делегат Мурахин высказался против продолжения «дискуссии о профсоюзах» и фракционных споров, выразив убеждение, что они вносят дезорганизацию на местах, усложняют агитацию среди вновь принятых в партию коммунистов (особенно на окраинах), усложняют работу на селе среди озлобленных продразвёрсткой крестьян и «приводят к Кронштадту».
После этого выступления председательствующий предложил съезду прекратить прения. Делегат Преображенский Н. Ф. высказался против, неизвестный делегат предложил с места прения всё же прекратить, передав вопрос в комиссию, вырабатывающую резолюцию по докладу. Большинством голосов председательствующий прекратил прения, передав затем слово Смилге.

## Утреннее заседание 14 марта. Вопрос о профсоюзах
Председательствующий Каменев Л. Б.
На заседании выступили приехавшие из Петрограда Зиновьев и Троцкий.
Председательствующий сообщил, что на подавление Кронштадтского восстания направлено уже 140 делегатов съезда, от имени президиума предложил повестку дня (на утреннем заседании рассмотреть вопрос о профсоюзах, на вечернем — выборы ЦК). Свои соображения по этому поводу высказал Рязанов, заметивший, что надвигается международный съезд профсоюзов под эгидой Коминтерна; в связи с этим было предложено сократить время на доклады, так как стороны уже успели к этому времени высказать свою точку зрения. Председатель ВЦСПС Томский П. С. поддержал Рязанова.
Зиновьев Г. Е. выступил от центристской «платформы десяти».
Зиновьев заявил, что вопрос о профсоюзах является, по его мнению, очень важным, хотя многие в партии так не считают. Он обратил внимание на тезис № 3 «платформы десяти», указывающей, что партии «диктатуры пролетариата» приходится править в стране с крестьянским большинством. Докладчик зачитал цифры о количестве профсоюзов и их членов, указав, что в целом под эгидой ВЦСПС находится около 7 млн рабочих и служащих, самыми крупными из которых являлись профсоюз рабочих-металлистов (возглавлявшийся Шляпниковым) и Цектран. По данным Зиновьева, 3/4 всех вопросов, рассматривавшихся профсоюзами, были «экономическими». Докладчик возразил 1-му тезису платформы Троцкого, гласящий, что профсоюзы находятся в кризисе, заметив, что кризис общий, а не только профсоюзный.
В то же время, Зиновьев возразил также и тезису «Рабочей оппозиции» о передаче контроля над экономикой «Всероссийскому съезду производителей»:

На съезде «производителей» (то есть и крестьян) в нынешний тяжёлый момент большинство будет беспартийных, добрая часть — меньшевиков и черносотенцев. И им отдать в руки всё? Кому не ясно, что поставить так дело это значит рисковать головой всего пролетарского движения? Таким образом, говорить серьёзно «о всероссийском съезде производителей» не приходится. Но этот вывод вовсе не значит, что мы должны отворачиваться от беспартийной массы. Нисколько. И тут профессиональные союзы являются мостиком между партией и всей многомиллионной массой. Но от них до «всероссийского съезда производителей», который будет делать всё, что ему угодно, ещё дистанция огромная. Когда «Рабочая оппозиция» говорит о «всероссийском съезде производителей», то она, повидимому, забывает, что это понятие «производитель» охватывает не только пролетариат, но и полупролетариат, оно охватывает и собственника-крестьянина, так как и он является «производителем». Таким образом, «Рабочая оппозиция» хочет отдать весь тот громадный капитал, который мы накопили за время революции, неустойчивой мелкобуржуазной стихии.

Содокладчик Троцкий Л. Д. возразил упрёкам Зиновьева в недооценке крестьянства (упрёк был особенно актуален в связи с затопившими страну крестьянскими восстаниями). Он заявил, что ещё в феврале прошлого, 1920 года, под влиянием полутора месяцев хозяйственной деятельности на Урале (руководство 1-й трудармией), он обращался в ЦК с письменным предложением об отмене продразвёрстки, и это предложение «которое я могу всем членам съезда раздать, которое почти буква в букву совпадает с тем предложением о замене развёрстки продовольственным налогом, которое вы теперь будете обсуждать и принимать. Я был обвинен во фритредерстве, в стремлении к свободе торговли— и получил 4 голоса в Центральном комитете. Я не знаю, какова была тогда позиция т. Зиновьева в этом вопросе, но остальные члены ЦК, во главе с т. Лениным, обвиняли меня во фритредерстве. Дискуссия по этому вопросу не поднималась, — рабочая демократия тогда еще не была объявлена, и вопрос остался в недрах Центрального комитета. К этому пришли через год. Я не отчаивался тогда, я был уверен, что мы придем к этому. Но боюсь все же, что мы своим промедлением удвоили и утроили нынешние затруднения».
Троцкий вступил в полемику одновременно с Зиновьевым и с «рабочей оппозицией» Шляпникова. Он возразил замечанию Зиновьева, что на «всероссийском съезде производителей» 99 % делегатов было бы беспартийными, меньшевиками и эсерами, назвал эту цифру «чудовищным преувеличением», и потребовал вычеркнуть её из протокола. В то же время он заявил, что Шляпников выступает с «опасными лозунгами» рабочей демократии, из которой он делает фетиш. Троцкий заявил, что партия имеет право отстаивать свою диктатуру «даже и в том случае, когда эта диктатура сталкивается с преходящим настроением рабочей демократии». Отдельно докладчик отметил, что в случае реализации предлагавшейся Шляпниковым передачи управления промышленности выборным делегатам от рабочих «управление на важнейших, основных заводах будет некомпетентным и с хозяйственной стороны провалит дело», поэтому лозунги «рабочей оппозиции» противоречат «хозяйственным интересам рабочего класса».

…наша партия — ныне единственная в стране; всё недовольство идёт только через нашу партию, как через единственный политический аппарат, и поэтому расширение режима [рабочей демократии] внутри партии, а стало быть и за пределами её, будет только означать, что мы глубже прощупаем недовольство, но не устраним его…

Троцкий раскритиковал ряд тезисов о профсоюзах «платформы десяти», отдельно высказался о своей роли, как наркома путей сообщения, «перетряхнувшего» Цектран. Он заметил, что принятые им жёсткие меры на транспорте соответствовали резолюции предыдущего, IX, съезда, что транспорт был в состоянии самого крайнего развала. По мнению Троцкого, «Работники Цектрана получили толчок от IX съезда партии и они вели героическую работу, которая в основном дала огромный успех и спасла транспорт, который был в отчаянном положении».
Свои возражения высказал второй содокладчик Шляпников. Отстаивая свой тезис о передаче контроля над промышленностью «Всероссийскому съезду производителей» (то есть не рабочих, а именно производителей, включая и крестьян), Шляпников сослался на работу Энгельса «Происхождение семьи, частной собственности и государства», где высказывалась похожая точка зрения. Одновременно он отверг обвинения в «синдикализме», заявив, что он не отвергает руководящей роли партии, поэтому синдикалистом считаться не может.
В имевшем место хозяйственном кризисе Шляпников обвинил бюрократизацию управления народным хозяйством.

Тов. Троцкий упрекал нас, что мы делаем фетиш из рабочей демократии. Это неправда. Но вот из бюрократического урода вы делаете фетиш, а мы нет. Если мы видим, что тот или другой орган вреден, мы предлагаем его вам уничтожить. Мы предлагаем съезду уничтожить бюрократический метод управления народным хозяйством, который у нас существует сейчас, который привёл нас к настоящему кризису и который отдал всё наше хозяйство в руки чуждых нам элементов, в руки врагов… достаточно появиться паре хороших заговорщиков, чтобы вся бюрократическая система работы была не с нами, а против нас. Вот что получается при этой бюрократической системе. Мы чувствуем, видим это и предлагаем иную систему, которая исключает возможность контрреволюционных подвохов и появления катастроф…

Представитель фракции децистов Дробнис негативно высказался о «дискуссии о профсоюзах» как таковой, заявив, что речь идёт не о кризисе профсоюзов, а о кризисе партии в целом.
С развёрнутым докладом выступил глава профсоюзов Томский, представлявший официальную «платформу десяти». Он кратко обрисовал историю «Рабочей оппозиции», которая начала формироваться ещё с осени 1919 года. Томский раскритиковал продвигаемый оппозиционерами тезис о «рабочих комитетах», назвав их повторением уже доказавших свою неэффективность фабзавкомов, не имеющих смысла в условиях «голода, холода, изнурения масс и происходящих на этой почве краж, растаскивания продуктов производства».

…мы уже прошли через период первого стихийного, неорганизованного рабочего контроля, когда фабрично-заводские комитеты не позволяли перевозить сырьё с одной фабрики на другую, когда на одной фабрике был металл но не было топлива, и она стояла, в другой было топливо, но не было металла, и мы не могли пустить ни один цех. Мы знаем по опыту, как в этот период были необходимы трёхдюймовые снаряды, и знаем, как тогда доставлялся уголь и как заводы тогда искусственно вертелись.

Томский раскритиковал также и предлагавшееся Троцким «перетряхивание профсоюзов» в военном стиле по образцу Цектрана, обвинил Шляпникова в том, что он «плывёт по течению за рабочей массой», а Троцкого в «неумелом, топорном подходе к рабочим организациям и к беспартийной массе».
Докладчик повторил обвинение Шляпникова в синдикализме, отверг его ссылку на Энгельса, заявив, что в приведённой цитате речь идёт о «сложившемся коммунистическом обществе», а не о переходном периоде. Также глава профсоюзов отметил зачастую проявлявшееся рабочими «пассивное отношение» к профсоюзам.
Томский выразил уверенность в победе «платформы десяти», несмотря на «бесталанную, кошмарную защиту» Зиновьева, раскритиковал приведённые им цифры.

…т. Зиновьев выдвинул в конце своего реферата следующее основное положение, — я его записал буквально, он сказал, что дискуссия сводилась к тому, что нужно было партию «взять за уши и повернуть лицом к массам». Очевидно, т. Зиновьев указал,— кстати сказать у партии должны быть довольно длинные уши, чтобы было удобно взяться за них, — задачу по сути дела правильную. Нужно было взять курс на массы. 

После Томского слово взял Ленин. Он назвал Троцкого своим «неосторожным другом», устроившим дискуссию о профсоюзах своим лозунгом «перетряхивания» (2-6 ноября 1920 года на V Всероссийской конференции профсоюзов), из которого получилось «трясение партии и озлобление, бывают крайности».

…т. Троцкий употребил выражение «осатанение». Я припоминаю одно выражение т. Гольцмана, —: я не стану; цитировать его, потому что слово «сатана» напоминает что-то страшное, а Гольцман напоминает собой нечто милое, — поэтому здесь нет «осатанения», но что бывают крайности с обеих сторон и — что гораздо чудовищнее — были некоторые крайности некоторых милейших товарищей, забывать это не следует. Но когда сюда прибавляется ещё авторитет т. Троцкого и когда он 25 декабря выступает публично и говорит, что съезд должен выбирать между двумя тенденциями, — эти слова непростительны! Эти слова составляют политическую ошибку, из-за которой мы боремся…. Была допущена политическая ошибка т. Троцким и Цектраном в том, что вопрос о «перетряхивании» был поставлен и поставлен в корне неправильно. Это — политическая ошибка, и она до сих пор не исправлена. 

Ленин раскритиковал также и тезис Шляпникова о «Всероссийском съезде производителей», обвинив его в синдикалистском уклоне и «немарксистской, некоммунистической точкой зрения», отверг ссылку на Энгельса, указав, что в ней речь идёт о коммунистическом обществе.
Делегат Андреев раскритиковал «цектранизм» и разбиение съезда «пофракционно», заявил, что роль профсоюзов в решении организационно-хозяйственных вопросов «нищенски убога», и в этом заключается кризис. В то же время он выразил уверенность в том, что «платформа десяти» будет принята за основу, обвинил «рабочую оппозицию» в противопоставлении профсоюзов партии.
Представитель «рабочей оппозиции» Медведев отверг обвинение Троцкого в том, что оппозиционеры делают из демократии фетиш, заявив, что первым выдвинул подобный лозунг Бухарин, стоявший тогда на одной платформе с Троцким. Делегат заявил, что платформа «рабочей оппозиции» поддерживается большинством партийных рабочих и «указывает … прямую конкретную связь нашей партии с рабочим классом», высказал недовольство тем, что официальная «платформа десяти» позиционируется, как «платформа Ленина», «этот козырь пускают в ход и им собирают голоса. А мы а этом неповинны.»
Председательствующий закрыл прения и предоставил возможность докладчикам выступить с заключительным словом.
Шляпников обвинил Томского в том, что он в борьбе с «рабочей оппозицией» обращается к «сомнительным документам», признал обвинения, что он «выступает во главе недовольных масс».

Любопытно, что председатель Международного совета профсоюзов ничего, кроме пустяковых сплетен, вам сюда не вынес и обвинил меня в том, что я не посещаю московских заводов. Я — председатель Всероссийского союза металлистов. Заводов — две тысячи. Если бы надо было мне лично побывать на каждом заводе, понадобилось бы минимум пять — шесть лет только для того, чтобы ходить с одного завода на другой….
Голос. А на три месяца в год на фабрику пойдёте?
Шляпников. Не только на три месяца в год, но и навсегда согласны. Фабрики, заводы, работа нас никогда не пугали…

Троцкий раскритиковал проект резолюции от официальной «платформы десяти», заявив, что она «из рук вон плоха», и «требует коренной переработки», особенно тезис Зиновьева, указывающий, что в профсоюзах «имеется не кризис, а рост». Троцкий предсказал, что резолюция X съезда о профсоюзах в таком виде до XI съезда не доживёт.
Троцкий защитил свой лозунг «перетряхивания профсоюзов», заявив, что необходимо ставить «организатора хозяйственного» там, где стоит «безответственный агитатор и только агитатор, который привык лишь жаловаться».
Троцкий отверг обвинения в том, что он начал дискуссию о профсоюзах своим лозунгом «перетряхивания», указал, что Ленин на IX съезде называл борьбу с «назначенством» и лозунги «демократизма» даже не «перетряхиванием», а «ненужным хламом».

Тов. Ленин … сказал, что Троцкий сделал ошибку, начав дискуссию, и с этого всё покатилось. Как будто бы именно дискуссия началась с какого-нибудь моего заявления или документа. Это не верно. Ведь в президиуме ВЦСПС шла борьба в течение всего года между двумя, почти равными, половинами: производственной и профессиональной. И в других профсоюзах между этими двумя группировками в течение всего этого времени велась борьба. Она обострилась перед IX съездом.

Троцкий обвинил своих оппонентов в том, что они в своей критике «цектранизма» и его «полицейских методов» агитируют за стачку железнодорожников, обвинил их в двурушничестве:

Нельзя одному заводить рабочую демократию, а когда она приводит к осложнениям — говорить другому по телефону: «Теперь давайте палку, это ваша специальность». Это — двурушничество!«.(Аплодисменты.) … Вот моё мнение: когда ЦК, -^- и пусть будущий ЦК намотает себе это на ус, — когда ЦК находит необходимым свою политику ломать в течение года, от съезда до съезда — он не должен это делать так, чтобы его собственные ошибки вымещались на спине тех работников, которые были только исполнителями воли самого Центрального комитета. (Голоса: „Правильно!“ Аплодисменты.)»

В заключение Троцкий выразил уверенность в том, что «как хорошие солдаты мы все подчинимся решениям съезда и ЦК нового состава», высказался против «системы двух комнат» (раздельных совещаний по фракциям).
Зиновьев в своём заключительном слове поддержал заявление дециста Дробниса о том, что его фракция свою платформу по профсоюзам снимает, «это — хороший урок на будущее время, чтобы мы не так пекли наши платформы, как блины, и притом как блины плохие».
Зиновьев согласился с представителем «рабочей оппозиции» Кутузовым в том, что положение рабочих бедственно, «у нас рабочие спят на голых досках», но при этом раскритиковал тезис о «Всероссийском съезде производителей» по Шляпникову-Коллонтай, хотя Шляпников и исключил из него товаропроизводителей. Также докладчик защитил приведённые им цифры по профсоюзах, указав, что они взяты из статистического отдела ВЦСПС, и больше их взять неоткуда.

Тов. Троцкий говорит, что резолюция наша не доживёт до XI съезда. Посмотрим. Детали, может быть, не доживут, но то, что составляет душу резолюции, то доживёт не только до XI, но и до XX съезда. 

Зиновьев защитил тезис о том, что «профсоюзы — школы коммунизма» от замечаний Троцкого, что Рабкрин или Наркомпрос тоже являются школой коммунизма. Выступление неоднократно прерывалось замечаниями с мест Троцкого.
Докладчик повторил своё мнение, что продвигаемый «рабочей оппозицией» «Всероссийский съезд производителей» на 90 % будет состоять из беспартийных, и «в минуту громадной трудности беспартийные могут пойти не с нами. Этот беспартийный чернозем, где могут пахать и эсеры и меньшевики, должен находиться под нашим постоянным влиянием».
Председательствующий закрыл прения и выставил на голосование вопрос о принятии за основу одной из трёх резолюции, «платформы десяти», Троцкого и «рабочей оппозиции». Получено голосов соответственно 336, 50 и 18, двое воздержались. Для выработки окончательного текста резолюции предложена комиссия в составе Троцкий, Зиновьев, Шляпников, Томский, Рудзутак, Андреев, Шмидт, Цыперович. По предложению Троцкого добавлен Бухарин, по предложению Зиновьева добавлен Каменев. Предложения приняты большинством голосов, вечернее заседание назначено на 8 часов.

## Вечернее заседание 14 марта
Было закрытым, протоколов не велось.

## Утреннее заседание 15 марта
Председательствующий Зиновьев Г. Е.

### Результаты выборов в ЦК и ЦКК
Председатель счётной комиссии Скрыпник огласил результаты выборов в ЦК и ЦКК. В ЦК избраны следующие делегаты, получившие нижеупомянутое число голосов:
Ленин — 479, Радек — 475, Томский — 472, Калинин — 470, Рудзутак — 467, Сталин — 458, Рыков — 458, Комаров — 457, Молотов — 453, Троцкий — 452, Михайлов — 449, Бухарин — 447, Ярославский — 444, Дзержинский — 438, Орджоникидзе — 438, Петровский — 436, Раковский — 430, Зиновьев — 423, Фрунзе — 407, Каменев — 406, Ворошилов — 383, Кутузов—380, Шляпников — 354, Тунтул — 351, Артем — 283, также подавались голоса за делегатов: Крестинский, Смирнова И. Н., Яковлева, Серебряков, Сапронов, Куйбышев и др.
Кандидатами в ЦК избраны: Чубарь — 462, Киров — 446, Шмидт — 443, Зеленский — 440, Угланов — 436, Пятаков — 436, Сафаров — 435, Залуцкий — 434, Милютин — 433, Куйбышев — 414, Гусев — 409, Осинский — 409, Смирнов [И. Н.]—381, Киселев — 340, Сулимов — 327.
В ЦКК избраны: Смидович— 460, Кучменко — 457, Челышев —-453, Сольц — 446, Кривов — 443, Шварц — 437, Седой — 320, кандидаты в ЦКК: Батышев — 294, Догадов — 292, Озол — 289 и др.
Результаты выборов были неудачными для Троцкого. По сравнению с прошлым составом, избранным IX съездом, из ЦК были выведены его сторонники Преображенский, Смилга, Белобородов, Муранов и Крестинский (последний также потерял пост секретаря ЦК), хотя остались Радек и Раковский. Если при обсуждении тезисов Троцкого в декабре 1920 года ЦК раскололся примерно пополам, в новом составе он уже был в меньшинстве. Тревожным для Троцкого симптомом стало и то, что по числу поданных за него голосов он оказался лишь на десятом месте.
Позиции Сталина усилились: в ЦК впервые прошли Ворошилов и Орджоникидзе, из кандидатов в члены были переведены Молотов (также ставший секретарем ЦК вместо Крестинского) и Ярославский, кандидатами впервые избраны Куйбышев и Киров. Сам Сталин по числу поданных за него голосов оказался на шестом месте, опередив Троцкого, Бухарина, Зиновьева и Каменева. Для относительно малоизвестного тогда наркомнаца это было отличным результатом.

### Вопрос о продналоге
По вопросу о «натурналоге» предоставлено слово основному докладчику Ленину, содокладчику наркомпроду Цюрупе, делегатам из «хлебных центров».
Ленин указал, что вопрос о замене продразвёрстки продналогом является в первую очередь вопросом об отношении к крестьянству. По его мнению, имевшая ранее места борьба рабочего с крестьянином нуждается в пересмотре, так как положение крестьянина вследствие войны, демобилизации и «крайне тяжёлого неурожая» стало «особенно тяжёлым».
Докладчик отметил, что, в отличие от стран Западной Европы, в России рабочие являются меньшинством, что требует особых переходных мер, которые в Европе, в случае революции, не потребуются. Ленин заявил, что революция может добиться успеха и в России при двух условиях: 1). Поддержка её революцией «в одной или нескольких передовых странах» и 2). соглашение между «держащим в своих руках государственную власть» пролетариатом и крестьянским большинством.

Мы знаем, что только соглашение с крестьянством может спасти социалистическую революцию в России, пока не наступила революция в других странах. И так, прямиком, на всех собраниях, во всей прессе и нужно говорить…Мы должны сказать крестьянам: хотите вы назад идти, хотите вы реставрировать частную собственность и свободную торговлю целиком, — тогда это значит скатываться под власть помещиков и капиталистов неминуемо и неизбежно

Ленин отметил, что за прошедшие годы крестьянство в значительной степени осереднячилось, хотя и в разных регионах в разной степени, признал, что имевшийся на тот момент организации коллективных хозяйств оказался провальным, «окрестные крестьяне смеются или злобствуют». Также он отметил, что «переделать мелкого земледельца» сможет только массовое внедрение машин и электрификация, которые заведомо станут делом десятилетий.
Единственным способом удовлетворить крестьян Ленин признал свободу обмена излишков в пределах «местного хозяйственного оборота», призвал Съезд отменить резолюцию предыдущего, IX, съезда о кооперации, как основанную на принципе продразвёрстки, «для нас ясно одно: резолюция IX съезда предполагала, что наше движение будет итти [так в тексте] по прямой линии. Оказалось, как оказывалось постоянно во всей истории революций, что движение пошло зигзагами. Связывать себе руки такой резолюцией — политическая ошибка».
Лидер партии призвал к «замене развёрстки налогом», заметив, что на практике эта замена произойдёт только после урожая, то есть через несколько месяцев.
Отдельно Ленин выступил в защиту иностранных концессий и возобновления внешней торговли.

Россия из войны вышла в таком положении, что её состояние больше всего похоже на состояние человека, которого избили до полусмерти; семь лет колотили её, и тут, дай бог, с костылями двигаться! Вот мы в каком положении! Тут думать, что мы можем вылезти без костылей, — значит ничего не понимать! Пока революции нет в других странах, мы должны будем вылезать десятилетиями, и тут не жалко сотнями миллионов, а то и миллиардами поступиться из наших необъятных богатств, из наших богатых источников сырья, лишь бы получить помощь крупного передового капитализма. Мы потом с лихвой себе вернем.

В своём выступлении Ленин также предостерёг своих сторонников от попыток обмануть крестьян, так как они «они очень умные люди и умеют великолепно издеваться».
Лидер партии также наметил механизм будущего принятия решения о замене продразвёрстки продналогом: Съезд, в соответствии с предложением своего ЦК, примет лишь самую общую, непроработанную, резолюцию, поручив ЦК её доработать. Затем ВЦИК «в первой же сессии» издаст положение, на основании которого СНК и СТО «превратят его в закон и, что ещё более важно, в практические инструкции».
В заключение докладчик ещё раз призвал делегатов Съезда поддержать предложение ЦК о замене продразвёрстки продналогом, выразив уверенность, что тем самым « съезд, вступая на этот путь, исправляет систему отношений между пролетариатом и крестьянством и выражает уверенность, что этим путём будет достигнуто прочное отношение между пролетариатом и крестьянством. (Бурные аплодисменты)».
Содокладчик, нарком продовольствия Цюрупа, привёл цифры. До войны «земледельческая продукция» определялась в 4 1/3 млрд, в 1920 году упала до 1 млрд 800 тыс.; если до войны после заготовок на потребление самих крестьян оставалось до 27 пудов, в 1920 году цифра упала до 15.

 Что это означает? Означает, что все, что мы должны получить для нужд государства и для удовлетворения потребностей пролетарских центров и голодающих районов России, все должно было быть взято из обычной нормы потребления крестьян… никто не позволит без сопротивления, активного или пассивного, вырвать у себя кусок изо рта…Мы не можем сейчас спокойно сидеть и ждать жареных рябчиков. За этими рябчиками придётся весьма и весьма напряжённо охотиться, употребляя все усовершенствованные приёмы для получения их.

Цюрупа признал, что в ряде случаев продразвёрстка не соответствовала действительному урожаю, так как «не было точного аппарата для учёта», признал необходимость прогрессивного налога с целью поддержки деревенской бедноты, не имеющей посевов совсем или имеющей их в недостаточных для собственного потребления количествах.
Докладчик указал, что продналог должен быть меньше продразвёрстки, составляющей 583 млн пудов хлеба, за вычетом Украины 423 млн.
Цюрупа отметил, что количество промышленных товаров, предоставляемых государством крестьянам на обмен, оказывается очень незначительным, в связи с чем для организации обмена требуются иностранные концессии.
Докладчик привёл ряд фактов: на «продовольственном фронте» Украины погибло 1700 человек. Один «ответственный провинциальный работник по продовольствию» расстрелян за то, что якобы сгноил 200 пудов овса. Дальнейшее расследование показало, что не овса, а овсюка, «сорной травы», «соседний продовольственник перешёл на нелегальное положение и скрылся». В Тюмени сотрудники Наркомпрода, опасаясь «банд», массово разбежались, чего не удаётся сдерживать даже расстрелами. Численность рабочих продотрядов дошла до 26 тыс. чел., среди которых отмечаются случаи хищений, «преступного самоснабжения» и «истязаний и вообще насильственных действий при выполнении развёрстки».

### Доклад о денежной реформе
Следующий докладчик, Преображенский, автор брошюры «Бумажные деньги в эпоху пролетарской диктатуры», детально рассмотрел вопрос о денежной реформе. По его заявлению, в связи с ожидавшимся переходом от продразвёрстки продналогом этим вопросом следовало заняться «немедленно».
Оратор отметил, что ранее «ресурсы нашего Советского государства» происходили из двух источников, развёрстки и денежной эмиссии. Первый источник со временем только увеличивался, дойдя в 1920 году до «231 или 236 млн пудов хлеба плюс соответственное количество других продуктов», тогда как второй источник уменьшался, так что общая сумма оставалась «более или менее постоянной».

Продуктов за 1918, 1919 и 1920 гг. мы в среднем взяли путём развёрстки и путём выпуска бумажных денег не менее чем на 600 млн на золото, причём бумажными деньгами брали с каждым годом все меньше. Если бы наша продразвёрстка продолжала оставаться незыблемой, мы могли бы в 1922 г., прекратить печатание бумажных денег и нужную нам сумму могли бы взять путём развёрстки. Но этого не случилось. Мы отменяем развёрстку, заменяем налогом и, таким образом перед нами задача: чем же мы восполним то, что мы получали путём развёрстки и недополучим при продналоге?

Преображенский признал, что большевики, проводя эмиссию по принципу «катай, как можно больше», допустили гиперинфляцию, при которой «невозможно торговать», так как курс рубля колеблется в течение даже не нескольких дней, «а нескольких часов». По его словам, во время Французской революции ассигнаты обесценились в 500 раз, тогда как рубль обесценился в 20 000 раз, «значит, мы в сорок раз перегнали французскую революцию».
Докладчик отметил, что в подобной ситуации невозможно нормально торговать с крестьянами, а среди рабочих и служащих гиперинфляция заведомо будет вызывать недовольство из-за несоответствия цен с тарифом, который «вырабатывается в ВЦСПС неизвестно согласно каким экономическим законам».

Можем ли мы поправить нашу бумажную денежную единицу? На этот вопрос я отвечаю: это дело почти безнадежное. Мы должны будем предоставить нашему теперешнему рублю умереть и мы должны приготовиться к этой смерти и приготовить такого наследника этой системы, который мог бы одну бумажную денежную валюту, сравнительно дешево стоящую, заменить другой бумажной валютой. 

Преображенский предложил начать выпускать новые деньги, либо обеспеченные запасами серебра, которого должно иметься до 200 тыс. пудов, либо прямо в виде серебряной монеты. Обеспечивать деньги золотом, по его мнению, было бы невозможно, так как «золото нужно для внешнего рынка. Мы и одного золотника золота для обращения внутри страны дать не можем».
Отдельно докладчик предостерёг от опасности перекочёвывания будущей «серебряной монеты» в руки крестьян, от распыления крупной промышленности в пользу мелкой кустарной. Преображенский отметил, что уже имеет место бегство рабочих в мелкие предприятия, в которых сложились лучшие условия труда, и «никакой Наркомтруд против таких экономических законов устоять не сможет, и никакие его запрещения ничему не помогут». Чтобы этого бегства не происходило, докладчик предложил создать для рабочих крупных предприятий заведомо лучшие условия.

### О продовольственном вопросе
Делегат Пахомов П. Л. высказал свои соображения о продовольственном вопросе. Он заявил, что в Алтайской губернии собрано около 40 млн пудов хлеба по двум развёрсткам — результат «блестящий», который повторить с продналогом невозможно. Развёрстка на кожу на Алтае была, по словам делегата, выполнена на 350 %, на мясо — на 150 %, однако всё же «многие соображения» заставляют всё-таки настаивать на замене продразвёрстки продналогом.
По мнению делегата, среди «продовольственников» имеются так называемые «герои», собирающие хлеб с помощью угроз расстрелов, и которых он назвал героями в кавычках и фанатиками. По его словам, «то, что делалось, вызывало восстание в Сибири». Вместе с тем Пахомов заявил, что волнения на Алтае «были не на почве продразвёрстки».
Оратор отметил, что в случае замены продразвёрстки продналогом на Алтае он будет успешно собран, так как он меньше, кроме того, как только декрет о продналоге будет издан, «движение прекратится».

И коль скоро будет объявлен налог, этот налог, несомненно, даст такое количество продуктов, какое нужно для того, чтобы пролетариат был сыт, и какое мы в состоянии из Сибири вывезти. Это будет лучшим стимулом для крестьянина, для того чтобы все земли были засеяны полностью и были использованы все силы, какими только обладает хозяйство крестьянское.

Делегат Фрумкин М. И. от имени Кавбюро также поддержал замену продразвёрстки продналогом. Он обратил внимание Съезда на то, что по предложению Ленина излишки хлеба, оставшиеся у крестьян после сдачи продналога, поступают в «свободный местный оборот». Должен ли этот оборот принять форму государственной монополии или же свободной торговли? По заявлению оратора, сама по себе монополия «не является признаком коммунизма…монополия была введена Шингареёвым, она проводилась во время войны в Западной Европе». В то же время, по его мнению, отказ от монополии означает «обречение пролетариата на гибель», так как вместо 265 млн пудов по налогу будет заготовлено в лучшем случае 120—150, что означает пайки по полфунта хлеба в городах.

Мы еще не знаем, как мы сможем урегулировать финансовую систему, но одно мы можем установить сейчас, что рабочим и советским служащим не на что будет менять хлеб. Они и сейчас спустили последнюю рубашку, и если мы будем расплачиваться с ними бумажками, то я не представляю себе, чем будут они обмениваться…И когда мы подходим к вопросу о монополии, мы говорим: монополию необходимо сохранить, но надо изменить методы осуществления её.

Делегат высказал непонимание, куда будет двигаться страна в связи с введением продналога — к «государственному капитализму или государственному социализму», высказал опасения роста влияния «кулака и торговца». В заключение Фрумкин поддержал предложение Ленина об индивидуальном товарообмене и также предложил объявить о продналоге только с «началом нового хозяйственного года», иначе заготовки будут сорваны, и «не только Москва, а и Кавказ к 20 апреля будут голодать».
Следующий оратор, Милютин, назвал развёрстку «стройной системой», которая, однако, «упёрлась в экономический тупик». По его данным, развёрстка 198—1919 годов дала 100 млн пудов, 1919—1920 — 250 млн, текущая — до 300. Тем не менее, «рабочий класс, которому мы даём по высшей норме — по литере А, ведёт настоящее голодное существование», получая от 1200 до 1900 калорий, тогда как «человек, который лежит, то есть совсем не работает», должен получать 2000, рабочий должен получать 3000. Таким образом имеет место «физическое вырождение рабочего класса» и забастовки.
По мнению Милютина, подобная ситуация получилась из-за того, что «мы живём не в стройном, культурном, технически и экономически подготовленном обществе, а в мелкобуржуазном обществе, где мы встречаем целый ряд препятствий». В таких условиях лучше перейти к продналогу.
Далее Милютин выступил против предыдущего оратора, заявив, что его предложение по сохранению монополии является на деле сохранением развёрстки, отметил усиление позиций кустарей, тогда как крупная промышленность не может наладить снабжение крестьян гвоздями и обувью.
После его выступления председательствующий закрыл прения и дал заключительное слово основному докладчику Ленину.
Ленин отметил, что «сибирский продовольственник» Дрожжин был «предан суду» для того, чтобы показать, что он не виновен, и это нормальная мера для того, чтобы развеять «нарекания и сплетни». Ряд «тюменских продовольственных работников» был расстрелян «за порки, пытки, изнасилования», что, по мнению Ленина, является уголовными преступлениями, которых не надо ставить в связь с «продовольственной работой».
Ленин подчеркнул, что в ЦК сложилось полное единодушие по вопросу о продналоге, и из-за этого содоклад наркомпрода Цюрюпы не идёт вразрез с докладом Ленина. Единственным пунктом разногласий является вопрос о кооперации. Ленин повторно предложил отменить резолюцию IX съезда о кооперации, предоставив меньше полномочий Наркомпроду.

В какой мере оставим мы свободу хозяйственного оборота, тмы не знаем. Что мы должны оставить до некоторой степени свободу хозяйственного оборота, это несомненно. Экономические условия этого надо учесть и проверить. 

Лидер партии отметил, что он успел получить «гору записок», содержащиеся в них вопросы он может даже «сгруппировать». Однако все эти записки будут сохранены.
Ленин ответил на опасения делегатов, что замена продразвёрстки продналогом будет иметь место частичная реставрация капитализма. Он заявил, что в Россия не является страной, в которой преобладает крупная промышленность, а в земледелии крупное производство, поэтому прямой переход к коммунизму «невозможен экономически». По его мнению, применявшиеся ранее меры были продиктованы военными, а не экономическими условиями. В условиях самого крайнего разорения продналог должен стимулировать «старательного хозяина» увеличивать посевы, хотя объективно это и ведёт к усилению «мелкой буржуазии». Отдельно Ленин также высказался в пользу иностранных концессий.

Не того надо бояться, что мелкая буржуазия и мелкий капитал вырастет. Надо бояться того, что слишком долго продолжается состояние крайнего голода, нужды, недостатка продуктов, из которого вытекает уже полное обессиление пролетариата, невозможность для него противостоять стихии мелкобуржуазных колебаний и отчаяния. Это страшнее. При увеличении количества продуктов никакое развитие мелкой буржуазии не будет большим минусом, поскольку это дает развитие крупной промышленности, и мы должны поощрять мелкое сельское хозяйство. Все, что мы можем сделать для его поощрения, мы обязаны сделать. Налог — одна из скромных мер в этом отношении, но мер несомненных, которая это поощрение даст и которую принять безусловно следует. (Аплодисменты.)

Председательствующий дал слово делегату Фрумкину со своим проектом резолюции.
В этом проекте предлагалось декларировать замену продразвёрстки «натуральным налогом», исчисленным так, чтобы покрывать минимальные потребности «армии, рабочих и неземледельческого населения». Налог должен проводиться с 1921—1922 хозяйственного года.
Излишки, оставшиеся после уплаты налога, могут быть оставлены для личного потребления либо обменяны государством на предметы личного потребления и хозяйственного обихода. Для обеспечения такого обмена при Наркомпроде создаётся специальный фонд из сельскохозяйственного инвентаря и предметов личного потребления.
Основным отличием от официальной резолюции ЦК был пункт 6, в котором предлагалось заменить расплывчатое определение «оборота» централизованным обменом.
После голосования председательствующий объявил об отклонении этого проекта, и принятии резолюции, предложенной от имени ЦК Лениным.
Далее председательствующий огласил проект резолюции о кооперации, отменяющей аналогичную резолюцию предыдущего, IX, съезда. В проекте Съезд также поручал своему ЦК привести деятельность кооперации в соответствие с решением о замене продразвёрстки продналогом. Резолюция также принимается.
Следующая резолюция была предложена Преображенским при поддержке Ленина, и гласила: «Съезд поручает пересмотреть в основе всю нашу финансовую политику и систему, тарифов и провести в советском порядке нужные реформы». Резолюция также принята, без опубликования.
По предложению самого Преображенского Съезд поручает ЦК сформировать специальную комиссию по вопросам финансов.
Предоставлено слово на две минуты делегату от Украины Мануильскому. Мануильский заявил, что продналог «нанёсёт жестокий удар» системе «комнезаможей» (комбедов), соответственно, Украина по соглашению с ЦК РКП оставляет за собой право, голосуя за предложенные резолюции, вместе с тем вносить изменения применительно к местным условиям.

### Приветственное слово представителя Бунда
Предоставлено слово представителю только что закончившейся конференции Бунда, принявшей решение о слиянии с РКП. Представитель Вайнштейн под аплодисменты приветствовал съезд. По его заявлению, конференция Бунда 46 решающими голосами против 27 приняла решение о слиянии с РКП. Кроме того, ещё год назад Бунд объявил программу РКП своей программой, что сразу вызвало раскол с «меньшевистскими частями» Бунда.
По заявлению Вайнштейна, слияние приводит в РКП(б) несколько тысяч «испытанных работников и опытных организаторов». Согласно анкете среди участников конференции Бунда, на ней присутствовало 116 человек со средним партстажем 10 лет и средним возрастом 30 лет, что является отражением и Бунда в целом.

Товарищи, мы на конференции отдавали себе полный отчёт в том, что мы вступаем в РКП тогда, когда наша страна, Советская власть и в том числе РКП переживают чрезвычайно тяжелое положение, и, товарищи, я должен вам сказать, что эта мысль ещё больше укрепляла нас в нашем стремлении во что бы то ни стало объединить в этот тяжёлый момент наши ряды и уничтожить ту не,-которую разрозненность, которая до сих пор существовала. Товарищи, я могу вам сказать, что если я провозглашу теперь: «Да здравствует наша усиленная, освеженная Российская коммунистическая партия», это это будет мнением всего того еврейского пролетариата, который до сих пор был организован под знаменем Бунда. (Аплодисменты.)

Председательствующий от имени Президиума, всего Съезда, также от имени Исполкома Коминтерна приветствовал «новых товарищей в общих рядах РКП», и закрыл заседание.

## Вечернее заседание 15 марта
Председательствующий Раковский.

### Доклад «О капиталистическом окружении». Вопрос о концессиях
Председательствующий заявил, что ряд делегаций заявили о желании отбыть на места в связи со сложившейся обстановкой, и встаёт вопрос о закрытии съезда. После голосования решено закрыть съезд завтра. Для доклада «О капиталистическом окружении» представлено слово Каменеву, затем в повестке дня намечены выступления различных комиссий.
Каменев констатировал, что надежды на революцию в Западной Европе («в одной или двух крупнейших капиталистических странах») и связанную с ней помощь не оправдываются. Всё ещё ожидая такой революции, партия должна быть готова и к тому, что ей придётся существовать в условиях изоляции. Докладчик отметил, что окончившаяся мировая война была войной за передел мира, однако на деле состояние мира не достигнуто. Следует ожидать начала в любой момент новой «ещё более чудовищной, ещё более гибельной» войны.
Докладчик заявил, что крупнейшие державы-победительницы (Англия, Франция, США и Япония) поделили мир. Им противостоит пёстрый конгломерат колониальных стран либо стран полуколониальных и формально независимых. Кроме того, «старые культурные промышленные страны», в первую очередь Германия и Австрия, поставлены в кабальное положение, хотя их и нельзя назвать в полной мере полуколониями.
Западные области Германии с высокоразвитой промышленностью и большим количеством заводского пролетариата оккупированы английскими, французскими и бельгийскими войсками. В этой связи вероятно обострение отношений между Германией и Польшей из-за Верхней Силезии, как последнего оставшегося источника угля.
По мнению Каменева, в наиболее выгодном положении по итогам войны оказалась Америка, стоявшая в стороне. В хорошем положении также находится Англия. Франция же по итогам войны значительно ослабела и рядом с Англией в военном, экономическом и политическом смысле уже поставлена быть не может.
Несомненно, такое положение дел грозит новой войной. Каменев назвал в первую очередь Тихий океан, при этом ошибочно предсказав столкновение США с альянсом Англии и Японии.
Царская Россия должна была бы оказаться в стане победителей, и получить свой «пай» в дележе мира, однако из-за революции положение изменилось. Вместе с тем новая, Советская Россия отстояла право на независимое существование. В случае вступления в новую войну независимо от выбранной стороны, Россия будет рассматриваться союзниками, как колония.
Каменев заявил, что во время Гражданской войны в Россию приезжал представитель США Буллит, предлагавший признание РСФСР в обмен на признание большевиками территорий, находившихся на тот момент под контролем Колчака и Деникина. Предполагались переговоры на Принцевых островах, однако они несколько раз срывались, в том числе из-за того, что французское правительство признало правительство Врангеля как правительство всей России. По мнению докладчика, со стороны Запада «нащупываются взаимоотношения» на установление нормальных торговых отношений, в настоящее время большевистское правительство близко к подписанию договора с Англией.
Вместе с тем Каменев заявил, что попытки «буржуазно-капиталистических государств» установить нормальные торговые отношения с Россией связаны лишь с провалом интервенции, и при первом же удобном моменте последует новая интервенция.
Докладчик также объявил Кронштадтское восстание заговором капиталистов, направленным для срыва торгового соглашения с Англией. Это соглашение должно было стать очень важным, так как оно развяжет руки для других стран, в том числе Германии, также США и Канады.
Каменев подчеркнул, что Россия с её «громаднейшей» территорией, 130 млн населения, огромными запасами сырья и большим рынком, на 7 лет была «выключена» из мирового хозяйства, что не может далее продолжаться. В условиях послевоенного оскудения и безработицы победители нуждаются в сырьё.
Докладчик констатировал значительное недовольство, возникшее во Франции из-за скромных результатов победы в войне: жить за счёт побежденных народов не получилось.
Каменев высказал уверенность, что экспорт русского сырья в капиталистические страны никак не поможет спасти «капиталистическое хозяйство» от «разложения». С другой стороны, развитие производительных сил капитализма лишь «расширяет, распространяет и обостряет» и его противоречия. Революцию в Италии сдерживают поставки английского угля и нефти: «оппортунисты говорят, что разрыв отношений с Англией остановит их железные дороги и машины должны будут встать». Поставки сырья из России могли бы избавить Италию от этой «рабской зависимости», и подтолкнуть её к революции.

Развал в капиталистическом хозяйстве Западной Европы настолько глубок, что, конечно, наше сырьё, которое нас включает в мировое хозяйство, ни на один день, ни на один час задержать революционный процесс в Европе не может. С другой стороны, развитие производительных сил мирового хозяйства не противоречит пролетарской революции, а, напротив, только стимулирует развитие, потому что обостряет противоречия.

В то же время Каменев заявил, что поставки сырья из России на Запад не должны превращать её в колонию, подобно Италии или Египту. Чтобы исключить такую опасность, Россия должна приступить к развитию собственных производительных сил, в первую очередь, согласно решениям VIII Съезда Советов — электрификация. Для её осуществления в десять лет необходимо импортировать материалов и оборудования на 17 млрд золотых рублей. Эта цифра незначительна рядом с наложенными на Германию репарациями в 120 млрд золотых рублей в течение 42 лет.

…мы должны во что бы то ни стало отстоять начала социалистического хозяйства в Советской России и дождаться того момента, когда к нам, к стране нищей и разоренной, присоединятся пролетарские советские республики других, более промышленных и экономически развитых, стран…
Мы окружены не со всех сторон капиталистами: у нас полукруг капиталистов и другой полукруг — восстающая Азия, революционная Азия, не-капиталистическая. Если мы можем держаться и если мы держимся, то потому, что" получилось некоторое равновесие между Европой и Азией, которая поднимает уже голову. Мы в историческом смысле стоим на полдороге между ними, и политически и географически. Недаром в первом пункте английского договора английские капиталисты говорят: «Мы будем торговать с вами, если вы откажетесь от пропаганды в Египте, Индии, Афганистане и т. д.». Несмотря на капиталистическое окружение, мы Советскую-Россию отстоим. (Аплодисменты.)

Оглашена предложенная Каменевым резолюция «Советская республика в капиталистическом окружении». В ней констатировался провал иностранной интервенции и наметившийся со стороны капиталистических стран курс на установление нормальных торговых отношений. Съезду предлагалось одобрить курс на организацию в этой связи иностранных концессий с целью импорта техники и развития собственных производительных сил.
Ногин В. П. поддержал Каменева. Вместе с тем он отметил высокую вероятность войны между США и Японией на Тихом океане. Он предложил съезду поручить Исполкому Коминтерна выпустить манифест «пролетариям всего мира» о надвигающейся войне на Тихом океане.
Рязанов Д. Б. назвал принятое решение о продналоге «крестьянским Брестом», а обсуждаемый вопрос о концессиях — «капиталистическим Брестом». В этой связи он предложил смягчить формулировки в проекте резолюции Каменева, чтобы они не использовались для агитации против партии. Также Рязанов поддержал предложение Ногина о манифесте, высказал уверенность, что России не следует лезть в надвигающуюся «грязную драку».
Лежава А. М. подчеркнул как важность экспортно-импортных операций, так и то, что аппарат для их осуществления ещё «молод». По его данным, импорт фактически начался с мая 1920 года. За это время в 1920 году ввезено 52 333 тыс. пудов товаров, разделяющихся на ряд категорий (зачитано, но в протоколах съезда не числится).
В заключительном слове Каменев не согласился с возражениями Рязанова, однако от имени Совета Труда и Обороны внёс в проект резолюции дополнительный пункт.
Свои соображения по поводу нефтяных месторождений Азербайджана высказал Микоян.
Каменев отметил, что наблюдается «катастрофа» нефтедобычи на бакинских промыслах в связи с обводнением скважин. В связи с этим требуется помощь иностранцев, хотя это и болезненно рассматривается местными рабочими, «это — первая концессия, которая предоставляется нами не на Камчатке, а в месте сосредоточения пролетариата, который боролся за Советскую власть, мы рассматривали этот вопрос всесторонне».
По мнению докладчика, вопрос о нефти является очень важным: борьба между Америкой, Японией и Англией имеет место в первую очередь из-за нефти, та же борьба идёт в «ближней Азии, в Персии», «в Галиции, Польше».
Делегат Ян предложил дать слово кому-нибудь из оппонентов докладчика. Отклонено председательствующим, заявившим, что и так были прения по этому вопросу. Слово предоставлено делегату Корзинову.
Корзинов заявил, что ЦК раскололся по вопросу об иностранных концессиях почти пополам (выкрики с места: «Ничего подобного!», шум), предложил выступить Рыкову.
Рыков пояснил, что серьёзных разногласий в ЦК не было, но были разногласия по вопросу концессий именно в Грозном и Баку.
Микоян предложил одобрить резолюцию о концессиях, а вопрос о концессиях именно в Баку снять.
Каменев пояснил, что ЦК и предлагает одобрить о концессиях в целом.
Резолюция принята большинством голосов, поправки Ногина и Рязанова отклонены.

### Доклад комиссии по Главполитпросвету
От имени комиссии по выработке резолюции о Главполитпросвете выступил Преображенский. Он зачитал проект резолюции, подробно прокомментировав каждый пункт, и возникавшие в работе комиссии поправки. Помимо собственно пропагандистских задач, резолюция затрагивала и межведомственные проблемы — Главполитпросвет был образован в ноябре 1920 года в системе Наркомпроса, в то время как существовал целый ряд других пропагандистских органов — агитационные отделы при парткомах и комсомоле, просветительные отделы в профсоюзах, ПУР в армии.
Нарком просвещения Луначарский отстаивал на уничтожении агитационных отделов при парткомах, и передаче их функций Наркомпросу. В своём выступлении он настоял на том, что агитационные отделы губпарткомов и соответствующие политпросветы делают «одну и ту же работу», что при нехватке «опытных агитаторов», «при скудости агитационных и пропагандистских сил», вызывает их бессмысленное «дробление».

…я предлагаю агитотделы при партийных комитетах слить с губпросветами и превратить Главполитпросвет в орган, выполняющий функции агит-пропагандистского отдела Центрального комитета. Конечно, это будет орган Наркомпроса в советском смысле, но согласно решению партийного съезда это будет целиком органом партии…

Председательствующий поставил на голосование проект резолюции (принята), и приступил к рассмотрению поправок. Оглашена поправка Луначарского.
Преображенский выступил против этой поправки, выразив сомнение, что Главполитпросвет как непартийный, советский орган сможет выполнять такие функции, как организация выборов, вербовка новых членов партии, агитация среди ненадёжных членов партии.
Большинством голосов поправка Луначарского отклоняется.
Рязанов предложил свою поправку: мобилизовать 50 молодых членов партии для организации «систематических курсов по изучению теории, истории и практики марксизма» при Социалистической академии.
Преображенский выступил против этой поправки, заявив, что съезд не может принять такую «конкретную резолюцию» — дать именно 50 человек, и в подчинение именно Рязанову. Большинством голосов поправка Рязанова отклонена.
Рязанов тут же выступил с новой поправкой — назначить комиссию для организации указанных курсов, мобилизовав для них «необходимое количество молодых членов партии». Преображенский не стал возражать, поправка принята.
Со своей поправкой выступил делегат Гусев, затронувший вопрос взаимодействия политпросветов и ПУРа. Он настоял на том, что армии требуется собственный пропагандистский орган; фактически, Гусев присоединился к замечаниям Ленина, что по вопросу о Главполитпросвете имеет место межведомственный конфликт (по выражению Гусева, «межведомственный империализм»).
Свои соображения высказал также делегат Соловьев В. И., попытавшийся обрисовать предполагаемую схему взаимодействия между Главполитпросветом и политоделами в армии.

По схеме, которую я лично себе рисую, дело, примерно, будет происходить таким образом, что политпросветительныи аппарат будет в руках Главполитпросвета. Пур в центре, в Москве, остаётся не в качестве политпросветительного центра, а в качестве небольшого, гибкого инспекторско-организационного аппарата, а все функции в области политпросветительной работы должны перейти в центре к Главполитпросвету, на местах же отделы остаются организационно-обособленными и совершенно самостоятельными.

Большинством голосов поправка Гусева отклонена. Предоставлено слово делегату Иващенко.
Иващенко заявил, что Преображенский не упомянул об ещё одной поправке — поправке самого Иващенко. Делегат зачитал эту поправку (предлагалось обратить усиленное внимание на партийную прессу).
Преображенский заметил, что по этому вопросу идёт обсуждение в комиссии по партстроительству, и предложил подождать его окончания.
Делегат Иванов предложил больше поправок не рассматривать, и голосовать за резолюцию в целом.
Председательствующий предложил всё же дать слово делегату Гончаровой, большинством голосов отклонено, даже на «одну минуту».
Резолюция поставлена на голосование, принята единогласно без поправок.

### Доклад комиссии по национальному вопросу
Слово предоставлено Сталину от комиссии по национальному вопросу.
Сталин зачитал отдельные пункты проекта резолюции, обратив внимание на такие национальные окраины, как Туркестан и Азербайджан. Проект резолюции рассматривал положение этих окраин, как полуколониальное, что мешало развитию собственного «промышленного пролетариата». Проект резолюции предлагал, в первую очередь, перенос фабрик к источникам сырья. Сталин настаивал на уничтожении «всех видов национального неравенства», организации «туземной бедноты» в советы. Отдельно предлагавшаяся резолюция предостерегала от механического перенесения на «восточные окраины» образцов центральной России.
Неизвестный делегат предложил с места внести в резолюцию вопрос о хлебной монополии. Сталин заметил на это, что она пока что ещё не отменена, вдобавок в резолюции о продразвёрстке не говорится.
Микоян предложил разделить в резолюции «восточные окраины» на ряд категорий, в зависимости от степени их экономического развития, добавить в проект пункт об улучшении быта рабочих.
Сталин возразил против поправок Микояна, заметив, что поднятый им вопрос о бегстве рабочих в деревне уже и так рассмотрен не в национальном, а в общероссийском порядке. Кроме того, проект не предполагает, как этого опасался Микоян, роспуска советов на окраинах.
Председательствующий Каменев.
Поправки Микояна отменены, предложенный Сталиным проект резолюции принят единогласно при двух воздержавшихся.
Председательствующий обрисовал оставшиеся вопросы: топливный кризис, доклады комиссий по партстроительству и военной комиссии, доклад представителя Коминтерна.
Заседание закрыто.

## Утреннее заседание 16 марта
Председательствующий Каменев.

### Топливный вопрос
Председательствующий заявил, что получил ряд записок с предложением сдать вопрос о топливном кризисе соответствующей комиссии.
Слово взял Ленин. Лидер партии предложил не отнимать у съезда время докладом и оппонирующим ему содокладом (Рыкова и Ларина соответственно) по топливному вопросу, «гораздо практичнее» избрать комиссию, поручив этот вопрос ей, тем более что дискуссии на съезде отнимут целый день и в итоге вопрос всё равно придётся поручать комиссии.
Делегат Ломов настоял на том, что топливный вопрос является важнейшим, и уже был рассмотрен рядом комиссий, предложил всё же рассмотреть вопрос на съезде, хотя бы и затянув его.
Большинством голосов принято предложение Ленина, вопрос о топливном кризисе сдан в комиссию.
С возражением выступил делегат Сосновский, предложивший тогда сдать вопрос во фракцию ВЦИК. Новая комиссия, по его мнению, затянет дело, тогда как скоро наступит время весеннего сплава.
Неизвестный делегат с места предложил заслушать хотя бы доклады.
Троцкий предложил Главлескому устроить совещание с местными работниками по вопросу лесозаготовок и весеннего сплава.
Председательствующий обратил внимание делегатов, что высказанные предложения не противоречат друг другу, и поставил на голосование первый вопрос. Отклонено. Таким, образом, вопрос передан во фракцию ВЦИК, предложение Троцкого предложено принять без голосования.
Ленин присоединился к предложению Троцкого, предложив Главлескому организовать соответствующее совещание «немедленно». Предложение Ленина и Троцкого большинством голосов принято.

### Слово для воспоминания о Свердлове
Председательствующий напомнил, что в этот день состоялось двухлетие со дня смерти «крупнейшего, талантливейшего и виднейшего организатора нашей партии и организатора первого пролетарского государства — Якова Михайловича Свердлова». Слово для воспоминания предоставлено Крестинскому.
Крестинский напомнил, что Свердлова хоронил VIII съезд, все делегаты которого хорошо знали умершего. На X съезде большинство уже его не знает, поэтому необходимо напомнить о нём.
Свердлов умер молодым, в возрасте 34 лет, имея при этом 18 лет парстажа, протекавшего в целом ряде городов России. Сам Крестинский познакомился со Свердловым в 1912 году, во время деятельности IV Госдумы, когда Свердлов бежал из Нарымской ссылки. Тогда размежевание между большевиками ещё не было окончательным, и многие депутаты, и большевики, и меньшевики, работали как единая социал-демократическая фракция.
По мнению Крестинского, Свердлов не был крупным идеологом и оратором, но обладал «сильным, острым и холодным политическим умом». Крестинский напомнил, что Свердлов одним из первых поддержал Апрельские тезисы Ленина, полностью поддерживал подготовку к Октябрьской революции, противостоял Викжелю во время тяжёлых переговоров об "однородном социалистическом правительстве, настаивал на разгоне Учредительного собрания. Свердлов настаивал и на принятии Брестского мира, поддерживал решение о введении продовольственной диктатуры, ликвидацию исчерпавших себя комбедов.

…ещё более ценно и неоспоримо то значение, которое имел Яков Михайлович в нашей партии, как несравненный организатор…
…А ведь, в то время работа по распределению партийных сил, — работа, которую приходилось преодолевать Якову Михайловичу почти одному, эта работа была много труднее, чем сейчас. Сейчас у нас уже отлились известные формы и шаблоны партийной и советской работы. Легко определить, какие качества требуются от товарища, чтобы поставить его на ту или другую работу. К тому же за три года большинство товарищей уже показало себя как работников. Поэтому соединение тех качеств, которые у того или другого товарища есть, и тех, которые требуются для той или другой работы, представляет собой решение сравнительно лёгкой задачи. Не то было тогда. Какую бы вы работу ни брали — военную, профессиональную, партийную и советскую, особенно военную, ещё точно не было известно, в чём будет выражаться эта работа, что придётся делать. В одном месте были ещё одни формы, в другом — другие. Различно строилась власть, различно велась партийная работа. Не было ещё общих положений, которые бы давали схему нашей организации и партийной работы. Поэтому Яков Михайлович, посылая кого-нибудь на работу, должен был сообразить, что товарищу придётся делать, с какими вопросами сталкиваться, и, с другой стороны, быстрым испытующим оком определить, насколько этот известный ему по подпольной работе товарищ пригоден к данному делу…
…Товарищи, Яков Михайлович являлся в нашей партии элементом сплочения, вносил в неё элемент товарищеской спайки, элемент личной любовной интимности…Я предлагаю, товарищи, благоговейно и любовно почтить вставанием память Якова Михайловича. (Съезд встает.)

### Доклад от Коминтерна
Председательствующий предоставил слово для доклада представителю Коминтерна Зиновьеву.
По его словам, предыдущий, II Конгресс Коминтерна проходил во время наступления Красной армии на Варшаву, что вызывало самое пристальное внимание делегатов. По мнению Зиновьева, хотя темп революции и «замедлился», тезисы II Конгресса всё же не потеряли актуальности, так как предусматривали и такой вариант.
Далее Зиновьев остановился на съезде Германской компартии в Галле, где имела место борьба со сторонниками умеренных социал-демократов Каутского и Гильфердинга. Вместе с тем докладчик признал, что в германском коммунистическом движении имеется «небольшой кризис», из ЦК вышла Клара Цеткин. Зиновьев выразил уверенность, что «это есть маленький эпизод в её жизни, что это есть мимолётное явление, которое скоро пройдет».
Кризис имелся также и в ЦК Объединённой компартии Италии, где радикалы противостояли умеренным центристам во главе с Серрати.
Зиновьев детально осветил борьбу внутри Германской компартии, особенно «уклонившегося в оппортунизм» Пауля Леви.
Во Франции удалось вычистить из местной компартии правых и центр, оставив сторонников Коминтерна, партия пользуется влиянием в профсоюзах.
В компартии Италии значительное влияние получил противник линии Коминтерна, умеренный социалист Серрати, хотя по мнению Зиновьева, Италия находится накануне революции. На съезде Ливорно «унитаристы» Серрати получили 97 тыс. голосов, сторонники также умеренного Турати — 11 тыс., сторонники Коминтерна — 60 тыс. В целом, ситуация в Италии выглядит похожей на поражение и «как бы неуспех», «великолепное революционно движение…когда итальянские рабочие стали революционным путём брать фабрики и заводы и организовывать красные отряды» сорвано. Но, по заявлению Зиновьева, «это — к добру. Нам не надо шатких элементов».
В Чехословакии съезд местной компартии ожидается 20 марта, исход пока неизвестен.
В Австрии от старой социал-демократической партии откололись независимые левые, перешедшие к коммунистам. Но в целом позиции коммунистов слабые.
В Болгарии и Югославии сильные компартии, близкие к завоеванию большинства на легальных выборах. В румынской компартии раскол. В целом, все эти партии находятся под угрозой белого террора.
Сильная партия в Норвегии, шведская компартия очищается от умеренных. Сильная компартия в Финляндии.
В англосаксонских странах позиции Коминтерна слабы. В Англии удалось объединить 8 или 9 групп коммунистов, образовав слабую партию всего в 10 тыс. чел. Массовой компартии в Америке также нет, несколько разрозненных коммунистических групп действуют нелегально при сильном давлении «буржуазии».
Отдельно Зиновьев раскритиковал умеренный так называемый «Второй с половиной интерационал», образовавшийся в начале 1921 года в Вене (см. Второй интернационал).
Докладчик упомянул также о международном профсоюзном движении. По его мнению, здесь у коммунистов сильные позиции в профсоюзах Германии, Франции и Италии. Зачитан предполагаемый порядок дня приближавшегося III Конгресса Коминтерна. К Коминтерну присоединилось огромное количество «партий, различных организаций, профсоюзов, отдельных групп», однако многие не желают выполнять решения Исполкома. По мнению Зиновьева, в целом в мировом коммунистическом движении имеет место «третий период» (он же «организационный период»):

Мы хотим, чтобы у нас была единая международная партия, и именно из-за этого сейчас происходит борьба. Противники кричат, что «Москва» всё хочет забрать в свой кулак, что партиям необходима-де самостоятельность. Мы говорим, что мы признаём за партиями самостоятельность в целом ряде вопросов, но мы основную цель ставим: единая мировая партия, которая имеет свои отделения (секции) в разных странах. Вот этот организационный период мы сейчас переживаем в грандиозном масштабе.

Докладчик заявил, что деятельность Коминтерна создаёт противовес «капиталистическому окружению», создавая своё собственное окружение, «от которого начинает трепетать буржуазия».
Каменев предложил прений не открывать. Принято. Проект резолюции предложен Скрыпником. Резолюция принята за основу большинством голосов.
Председательствующий огласил резолюцию «Об улучшении положения рабочих и нуждающихся крестьян». В проекте отмечалось тяжёлое положение рабочих, съезду предлагалось потребовать «от всей партии» обратить «усиленнейшее» внимание на этот вопрос, поручить ЦК создать комиссию. Большинством голосов резолюция принята за основу.

### Резолюция «Об единстве партии»
По вопросу резолюции «Об единстве партии» выступил Ленин.
В своём выступлении Ленин отметил, что текст резолюции роздан делегатам. Не подлежит публикации её 7 пункт, согласно которому члены ЦК могут быть выведены из его состава уже не только съездом, а двумя третями общего собрания ЦК и ЦКК.
Ленин особо остановился на «синдикалистских и анархистских уклонениях», не вполне оформившихся, но требовавших оценки. Ленин заявил, что на пути к строительству нового общества должно пройти много промежуточных ступеней, на текущей стадии развития лозунг «всероссийского съезда производителей», выдвинутый «рабочей оппозицией» — ошибочен.
Делегат Каменский призвал к единству партии, отметил, что принятие резолюции «Об единстве партии» потребует роспуска децистов, под лозунгами которых, по его мнению, прошли VII и VIII Съезды Советов. Делегат возразил против пункта 4, предостерегавшего против выступлений с критикой. Особо делегат раскритиковал пункт 7 об исключении из ЦК двумя третями ЦК и ЦКК. По мнению оратора, предложенные Лениным драконовские меры приведут лишь к формальному единству на словах, к ликвидации оказавшихся в меньшинстве групп.
Делегат от «рабочей оппозиции» Медведев заявил, что резолюция «Об единстве партии» направлена в первую очередь против его фракции. Он признал, что оппозиция оказалась в меньшинстве, в чём он обвинил её засорение «мелкобуржуазными слоями».

Что же даёт нам для разрешения спора внесённая т. Лениным резолюция об «единстве партии»? Она требует, чтобы наша партия перед враждебными нам силами проявляла полное единство, и при этом она предполагает достигнуть этого не путём создания условий, обеспечивающих внутреннее единство партии, которое позволило бы, если уж не изжить, то, по крайней мере, хотя бы ослабить жестокий внутрипартийный кризис, который всеми чувствуется и который на местах принимает порою более обострённые формы, чем здесь, — нет, она предполагает достигнуть этого лишь путём формального провозглашения необходимости единства и, с другой стороны, путём возвещения карательных мер по отношению к его нарушителям. Действительного же внутреннего единства резолюция, защищавшаяся т. Лениным, не обеспечивает…
Мы знали, например, случай с Одесским губкомом нашей партии, отдельные члены которого, как оказалось, были связаны с крупной буржуазией. Здесь бывшие члены этого губкома выступали против нас. Этот губком, каким обрисовал его на сентябрьской конференции т. Зиновьев, был разогнан Центральным комитетом…Кроме того, резолюция, внесённая т. Лениным, в своих карательных намерениях опасна именно для единства партии. 

От имени «рабочей оппозиции» Медведев предложил свой проект резолюции. В нём отмечалось крайне тяжёлое положение в стране, предлагалось осудить уклон руководящих партийных органов, не доверявших «творческим силам рабочего класса», провести чистку партии от карьеристов, чиновничьих групп и «социально чуждых», требовать соблюдения принципов рабочей демократии, «орабочивания» партии и борьбы с бюрократизмом, не допускать борьбы с инакомыслием.
Шляпников обвинил Ленина в демагогии и клевете, заявив, что он приписал «рабочей оппозиции» меньшевизм и «белогвардейщину», отверг обвинения в анархо-синдикалистском уклоне и махаевщине. Шляпников зачитал от имени оппозиции заявление с протестом, и подал в отставку с поста члена ЦК.
Со своей критикой «рабочей оппозиции» выступил Радек.

…когда я слышал на частном совещании, как товарищи говорили о новом праве, которое даётся ЦК, Контрольной комиссии и кандидатам, — в известный момент решать вопрос об исключении из ЦК и т. д., — у меня было чувство, будто здесь устанавливается правило, которое, неизвестно ещё, против кого может обернуться, ибо, когда подбирали ЦК и товарищи из большинства составляли список, который им даёт большинство, и об этом всякий товарищ знал, что это делалось в начале расхождений в партии. Мы ещё не знаем, как сложится обстановка, как будет проводиться в жизнь, но товарищи, предлагающие это, думают, что это — меч, направленный против товарищей инакомыслящих. Голосуя за эту резолюцию, я чувствовал, что она может обратиться и против нас, и, несмотря на это, я стою за резолюцию.

Опасения Радека оказались пророческими: он сам впоследствии был исключён из партии в соответствии с резолюцией «О единстве», за которую сам же и проголосовал. Троцкий и Зиновьев в 1927 году были исключены из партии согласно «карательному» 7 пункту резолюции (исключение большинством в две трети голосов объединённого пленума ЦК и ЦКК). Между тем, содержащийся в материалах съезда поимённый список показывает, что и Троцкий, и Зиновьев, и многие другие проголосовали за резолюцию. В 1921 году опасаться им ещё было нечего: основное остриё критики было направлено не на них, а на «рабочую оппозицию» Шляпникова.
Свои соображения также высказал делегат Игнатов.
Большинством голосов прения прекращены. С заключительным словом выступил Ленин.
Ленин заявил, что обвинение в клевете высказано в раздражении, и потому «несерьёзно». Ответил он также на критику децистов, обвинявших в несправедливости: в ЦК не вошёл ни один децист. Ленин заявил, что децисты есть среди кандидатов.
Прокомментировав «карательный» 7 пункт, Ленин заявил, что это «крайняя мера», которую он надеется не применять.
По предложению Ленина членам «распущенной группы Рабочей оппозиции» предлагалось оставаться на своих местах, отставка Шляпникова не принимается.
По проекту резолюции Ленина за — «огромное большинство», против — 26, воздержались 6.
От своей поправки отказался делегат Дейчаман.
С поправкой выступил делегат Рязанов. Он предложил внести в резолюцию «О единстве партии» дополнительный пункт о запрете выборов на съезд по платформам (по фракциям). По мнению оратора, подобные выборы, когда «ЦК пускает от себя с одной платформой Троцкого и Крестинского, с другой — Лозовского и Каменева», вносят дезорганизацию на места.
Ленин, впрочем, лично высказался против этой поправки, назвав её «неосуществимой»:

…а если будет такой вопрос, как, скажем, заключение Брестского мира? Вы ручаетесь, что не может быть таких вопросов? Ручаться нельзя. Возможно, что тогда придётся выбирать по платформам…Если же обстоятельства вызовут коренные разногласия, можно ли запретить вынесение их на суд всей партии? Нельзя! Это — чрезмерное пожелание, которое невыполнимо и которое я предлагаю отвергнуть.

Большинством голосов поправка Рязанова отклонена.
С новой поправкой выступил делегат Каменский, предложивший (с согласия Ленина) исключить упоминание в резолюции того факта, что во время дискуссии о профсоюзах проявились признаки фракционности. Также Каменский предложил исключить пункт 7. Первая часть поправки принята большинством голосов, вторая отклонена.
Делегат Рафаил прокомментировал пункт 4 проекта резолюции, предписывавший вести дискуссии только в специальном «Дискуссионном листке». Он предложил разрешить дискуссии также «на общих собраниях и в печати».
Ленин возразил против этой поправки, заметив, что в ходе дискуссии (о профсоюзах) в «Правде» уже «политические статьи стали перемешиваться с дискуссионными…Тащить в печать не следует».
Большинством голосов поправка Рафаила отклонена. За резолюцию в целом проголосовало: за — «большинство», против — 21, воздержавшихся — 7.
На обсуждение съезда представлен проект резолюции «О синдикалистском и анархистском уклоне». Принята поправка, исключившая упоминание о вступлении в партию бывших меньшевиков.
Поправка делегата Рязанова принята, «как материал при редактировании».
Делегат Иванов предложил исключить упоминание о причинах появления «уклонов». Отклонено большинством голосов.
Делегат Марченко предложил издавать «Дискуссионный сборник» только на уровне ЦК и областных бюро.
Ленин назвал эту меру «чрезмерно запретительной».
Поправка Марченко отклонена большинством голосов. Резолюция в целом принята.
Поставлена на голосование третья резолюция, предложенная Лениным, и призывающая членов «распущенной группы „Рабочей оппозиции“» оставаться на местах, в отставке Шляпникову отказывается. За — «большинство», против — 18, воздержались — 3.
Делегат Седой (Литвин) предложил исключить из этой резолюции всякое упоминание фамилий («это мне напоминает награждение орденом или саморекламу»). Принято.
Делегат Александров предложил добавить в резолюцию упоминание о других фракциях. Отклонено. Резолюция принята.
Делегат Киселёв А. С. прокомментировал «карательный» 7 пункт резолюции «О единстве» (исключение членов ЦК и членов партии большинством в две трети голосов объединённого заседания ЦК и ЦКК). Киселев был избран кандидатом в члены ЦК и, таким образом, он должен был оказаться в числе, как выразился Ленин, «пулемётчиков», исключающих фракционеров. Становиться «пулемётчиком» он отказался, и подал в отставку, «съезд…не заставит меня стрелять в своих товарищей из пулемёта».
Ленин выразил сожаление, что он употребил слово «пулемёт», и пообещал подобных слов далее не употреблять. Также выразил уверенность, из этого «пулемёта» стрелять не придётся.
Делегат от «рабочей оппозиции» Игнатов предложил голосовать за собственный вариант резолюции «Об единстве», «я полагаю, что никто из членов съезда не против единства, а против формулировки, которая здесь предложена».
Неизвестный делегат с места предложил отказаться от поимённого голосования. То же самое предложил Рязанов.
Троцкий предложил выяснить отсутствующих, и предоставить им «записать себя, как они голосуют».
Председательствующий заметил, что отсутствует 200 человек.
Ленин, по собственному выражению, «совершенно запуганный» Рязановым, предложил «пойти на билетики».
Троцкий снял своё предложение об опросе, и поддержал Ленина.
Большинство поддержало голосование «по билетикам».
С докладом о работе комиссии о профсоюзах выступил Томский, заявивший, что комиссия приняла решение «без разногласий». Троцкий с места возразил. Также Томский сообщил, что поступила поправка от комсомола.
Троцкий заметил, что были внесены непринципиальные поправки «практического характера».
Шляпников заявил, что мнение «Рабочей оппозиции» о переработанных тезисах остаётся старым, то есть отрицательным.
За предложенную комиссией резолюцию проголосовало «большинство», против — 16, воздержалось — 4.
По докладу о партстроительству кратко выступил Бухарин. Он указал, что результат был согласован даже с представителем «рабочей оппозиции» Игнатовым, также поступила поправка от комсомола (принятая единогласно), третья поправка переправлена комиссии по военному вопросу.
Игнатов заявил, что все поправки «принципиального характера», которые он вносил, получали только один голос — его собственный, но некоторые из них всё же были приняты. По мнению делегата, резолюция в итоге «улучшается».
Шляпников заявил, что, по его мнению, резолюция всё ещё «недостаточно хорошая», чтобы за неё голосовать.
За резолюцию проголосовало «большинство», против — «никого», воздержалось 18.
В материалах съезда содержатся следующие данные о результатах поимённого голосования: за резолюцию «О единстве партии» 413, против (за резолюцию «Рабочей оппозиции», представленную Медведевым) 25, воздержалось 2. За резолюцию «Об анархистском и синдикалистском уклоне» 375, против 30, воздержалось 3, 1 голос «сомнительный».

### Доклады комиссий
По вопросу об отношениях между армией и политпросветами выступил Троцкий. Предложено декларировать желательность того, чтобы парткомиссии в армии были выборными, а не назначаемыми. Принято.
По поводу доклада о контрольных комиссиях кратко выступил Преображенский. Принято.
С докладом от мандатной комиссии выступил Попов К. А.
Согласно его данным, в комиссии отмечено 694 человека, представляющих 732 521 члена партии, — с решающими голосами, и с совещательными голосами 296. Из них — РСФСР — 269 решающих голоса, Украина 63, Сибирь 58, Кавказ 47, автономные республики 91, автономные области 11, армия 145, флот — 10.

Теперь относительно состава съезда с точки зрения образования и социального положения. По образованию члены съезда с решающими голосами распределяются следующим образом: с высшим и средним образованием — 41,3 %, окончивших 4-класс-ное училище —18,9 %, а с начальным и домашним образованием — 36,8 %. Социальный состав съезда определяется следующими цифрами: рабочих — 37,8 %, ремесленников — 5,5 %" крестьян — 7 %, служащих —; 16,5 %, интеллигентов — 33,6 % *. Цифры относятся только к решающим голосам, причём надо оговориться, что поступило 642 анкеты, так что 50 товарищей анкет не представили.

Доклад мандатной комиссии большинством голосов принят.
Председательствующий объявил, что к съезду с апелляцией на решение ЦКК по своему делу обратился член партии Козловский. Большинством голосов принято решение предоставить рассмотреть дело Козловского новому составу ЦКК, избранному уже X съездом.
С личным заявлением выступил Зиновьев. Он выразил сожаление, что ранее озвучил «недостаточно проверенные» сведения о том, что часть депутатов Одесского губкома «имела связь с одесской буржуазией». Делегат Черемиский в ответ снял своё заявление.

### Заключительное слово
С заключительным словом выступил Ленин.
Лидер партии отметил, что окончание Гражданской войны проходит в очень трудных условиях обострения нужды и отчаяния, что требует от партии сплочённости. Он обратил внимание делегатов на особую важность нормальных отношений с крестьянством.

…нормальных отношений мы сейчас достигнуть не можем. Нормальные отношения таковы, и только таковы, чтобы пролетариат держал в своих руках крупную промышленность, с её продуктами, и не только полностью удовлетворял крестьянство, но, давая ему средства к жизни, так бы облегчил его положение, чтобы разница по сравнению со строем капиталистическим была очевидна и ощутительна. Это, и только это, создаст базу нормального социалистического общества.
…Мы не будем скрывать, что крестьянство имеет глубочайшее основание к недовольству. Мы пойдём на более обстоятельные объяснения и скажем, что мы сделаем всё, что в наших силах, чтобы это положение уничтожить, чтобы больше считаться с условиями жизни мелкого хозяина…Мы не боимся, что это мероприятие разовьет тенденции, враждебные коммунизму, — а это, несомненно, будет.

Ленин высказался в пользу иностранных концессий в Грозном и Баку, заявив, что, хотя они и создали в части партии «чувство недовольства и недоверия», без них обойтись невозможно.
Глава государства зачитал полученную «по соглашению» с наркоминделом Чичериным сводку сообщений о России, опубликованных в печати Западной Европы.
С начала марта опубликовано множество сообщений о восстаниях, «бегстве Ленина и Троцкого в Крым», мятеже Будённого против большевиков, «белом флаге на Кремле», (и о якобы захвате восставшими московского арсенала и Курского вокзала), о победе над большевиками в «чуть ли не большинстве губернских городов России», в Петрограде восставшими якобы захвачен Васильевский остров. По мнению Ленина, подобные сообщения явились частью планомерной кампании «всех руководящих правительств».
6 марта сообщено, что Зиновьев якобы бежал в Ораниенбаум, Петроград отрезан со всех сторон. 7 марта сообщено, что Петроград и Москва захвачены восставшими, атаман Семёнов во главе 25 тыс. казаков движется по Сибири, началось восстание в Одессе.
Среди особенно фантастических сообщений Ленин выбрал такие: в Саратове появилась антибольшевистская республика, в приволжских городах погромы, в Минской губернии РККА воюет с «белорусскими военными отрядами» (11 марта). 14 марта сообщено, что кавалерия Будённого якобы присоединилась к восставшим в районе Орла.
Республиканская партия США заявляет, что в подобных условиях торговые отношения с Россией были бы «азартной игрой».
Ленин выразил уверенность, что все эти сообщения являются «кампанией лжи», устроенной «империалистами» для срыва торгового соглашения с Англией.

… в Америке одна группа граждан употребила невиданный приём агитации за Советскую Россию. Эта группа собрала из газет, самых разнообразных, за несколько месяцев всё то, что говорили про Россию, про бегство Ленина и Троцкого, про расстрел Троцким Ленина и обратно, собрала всё в одну брошюру. Лучшей агитации для Советской власти нельзя себе представить. Изо дня в день собирались сведения о том, сколько раз расстреливались, убивались Ленин и Троцкий, эти сведения повторялись каждый месяц, и затем, в конце концов, их собирают в один сборник и издают. Современная американская буржуазная пресса подорвала к себе доверие полностью. 

В заключение Ленин под бурные аплодисменты призвал партию к сплочённости и новым «международным победам».
Съезд закрыт.

## Резолюции и постановления
- По отчёту ЦК;
- По вопросам партийного строительства;
- О единстве партии;
- О синдикалистском и анархистском уклоне в нашей партии;
- О членах распущенной группы «рабочей оппозиции», избранных в ЦК;
- О контрольных комиссиях;
- О роли и задачах профсоюзов;
- О Главполитпросвете и агитационно-пропагандистских задачах партии;
- Об организации курсов по изучению марксизма;
- Об очередных задачах партии в национальном вопросе;
- О замене развёрстки натуральным налогом;
- О кооперации;
- О пересмотре финансовой политики;
- Об улучшении положения рабочих и нуждающихся крестьян;
- Советская республика в капиталистическом окружении;
- О Коммунистическом Интернационале;
- О грядущей империалистической войне;
- По военному вопросу.

Съезд принял решение о переходе от политики «военного коммунизма» к новой экономической политике и о замене продразвёрстки продналогом. Кроме того, съезд принял также специальную резолюцию «Об улучшении положения рабочих и нуждающихся крестьян».
Съезд принял резолюцию «Об очередных задачах партии в национальном вопросе», в которой была дана развёрнутая характеристика национальной политики партии. Съезд поставил задачу постепенно ликвидировать государственную, хозяйственную и культурную отсталость угнетённых в прошлом народов, оказать им помощь в развитии промышленности, в укреплении советской государственности, в развитии образования, печати и т. п. Съезд подчеркнул, что общие экономические, политические и оборонные интересы советских республик диктуют необходимость их добровольного государственного союза. Уклоны к великодержавному шовинизму и местному национализму были осуждены.
Большинством голосов съезд принял резолюцию «О роли и задачах профсоюзов», содержавшую ленинское определение роли профсоюзов как воспитательной организации, как школы управления, хозяйствования, школы коммунизма.
В области партийного строительства съезд дал указание ЦК РКП(б) провести чистку партии.
Резолюция «О синдикалистском и анархистском уклоне в нашей партии» осудила взгляды «рабочей оппозиции» и др. фракционных групп и признала пропаганду этих взглядов несовместимой с принадлежностью к РКП(б).
Съезд принял предложенную Лениным специальную резолюцию «О единстве партии». В ней указывалось на вред и недопустимость какой бы то ни было фракционности и предписывалось немедленно распустить все фракционные группы. Резолюция содержала особый, 7-й пункт, в котором ЦК партии давались «…полномочия применять в случае(ях) нарушения дисциплины или возрождения или допущения фракционности все меры партийных взысканий вплоть до исключения из партии, а по отношению к членам ЦК перевод их в кандидаты и даже, как крайнюю меру, исключение из партии». Этот пункт, впервые опубликованный в печати после XIII партконференции РКП(б) (январь 1924), сыграл важную роль во внутрипартийной борьбе.
Съезд принял положение о контрольных комиссиях, предусматривавшее создание Центральной контрольной комиссии (ЦКК) и контрольных комиссий областных и губернских комитетов партии.
Съезд одобрил деятельность делегации РКП(б) в Исполкоме Коминтерна и указал на необходимость решительной борьбы как против правого оппортунизма, так и против анархических и полуанархических уклонов в международном коммунистическом движении.
Обсудив военный вопрос, съезд принял особое решение (первоначально не опубликованное), направленное на укрепление Красной Армии и флота, на обеспечение обороноспособности страны. На вечернем заседании 11 марта съездом была проведена мобилизация около 300 делегатов, направленных в тот же вечер на подавление Кронштадтского мятежа.
ЦК РКП(б) был избран в составе 25 членов (Артем, Бухарин, Ворошилов, Дзержинский, Зиновьев, Калинин, Каменев, Комаров, Кутузов, Ленин, Михайлов, Молотов, Орджоникидзе, Петровский, Радек, Раковский, Рудзутак, Рыков, Сталин, Томский, Троцкий, Тунтул, Фрунзе, Шляпников, Ярославский) и 15 кандидатов в члены ЦК (Гусев, Залуцкий, Зеленский, Киров, Киселев, Куйбышев, Милютин, Осинский, Пятаков, Сафаров, Смирнов, Сулимов, Угланов, Чубарь, Шмидт); Центральная контрольная комиссия (ЦКК) в составе 7 членов (Кривов, Кучменко, Седой (Литвин), Смидович, Сольц, Челышев, Шварц Семен) и 3 кандидатов (Батышев, Догадов, Озол).